# Сумчатый волк
Су́мчатый волк, или тасмани́йский волк, или тилаци́н (лат. Thylacinus cynocephalus) — вымерший вид хищных сумчатых млекопитающих, полностью истреблённый человеком в 1930-х годах. Его естественный ареал до появления человека охватывал большую часть Австралазии: всю Австралию и острова Новая Гвинея и Тасмания. После появления в Австралии и на Новой Гвинее аборигенов и завезённых ими собак динго, вымер везде, кроме Тасмании, где сохранился до прибытия европейцев, которыми был истреблён окончательно.
Сумчатый волк был размером со среднего размера собаку и внешне напоминал собаку или волка, за исключением хвоста, похожего на хвост кенгуру, и сумки на брюхе. Из-за конвергентной эволюции он имел морфологические черты, свойственные волку и тигру из Северного полушария, такие как тёмные поперечные полосы на спине и форму черепа, подобную таковой у псовых, хотя эти виды не имели общего происхождения. Тилацин был одним из двух известных видов сумчатых, у которых сумка была у обоих полов, второй (до сих пор сохранившийся) вид — это водяной опоссум из Центральной и Южной Америки. Сумка самца тилацина служила для защиты его наружных половых органов, покрывая их. Тилацин был хищником высшего порядка в своей экосистеме, хотя вопрос о том, насколько крупными были его жертвы, остается открытым.
Сумчатый волк вымер в Австралии и Новой Гвинее ещё до колонизации Австралии европейцами, около 3200 лет назад, предположительно, из-за конкуренции и хищничества со стороны завезённой первобытными охотниками собаки динго и сохранился до прибытия европейцев только на острове Тасмания. Однако и там он был быстро истреблен охотниками и фермерами, считавшими, что он нападает на их овец. Среди причин исчезновения могли быть также болезни, конкуренция с завезёнными на остров динго и другими хищниками (одичавшими собаками и лисицами), а также вторжение человека в его среду обитания. Последний известный живой сумчатый волк был пойман на Тасмании в 1930 году.

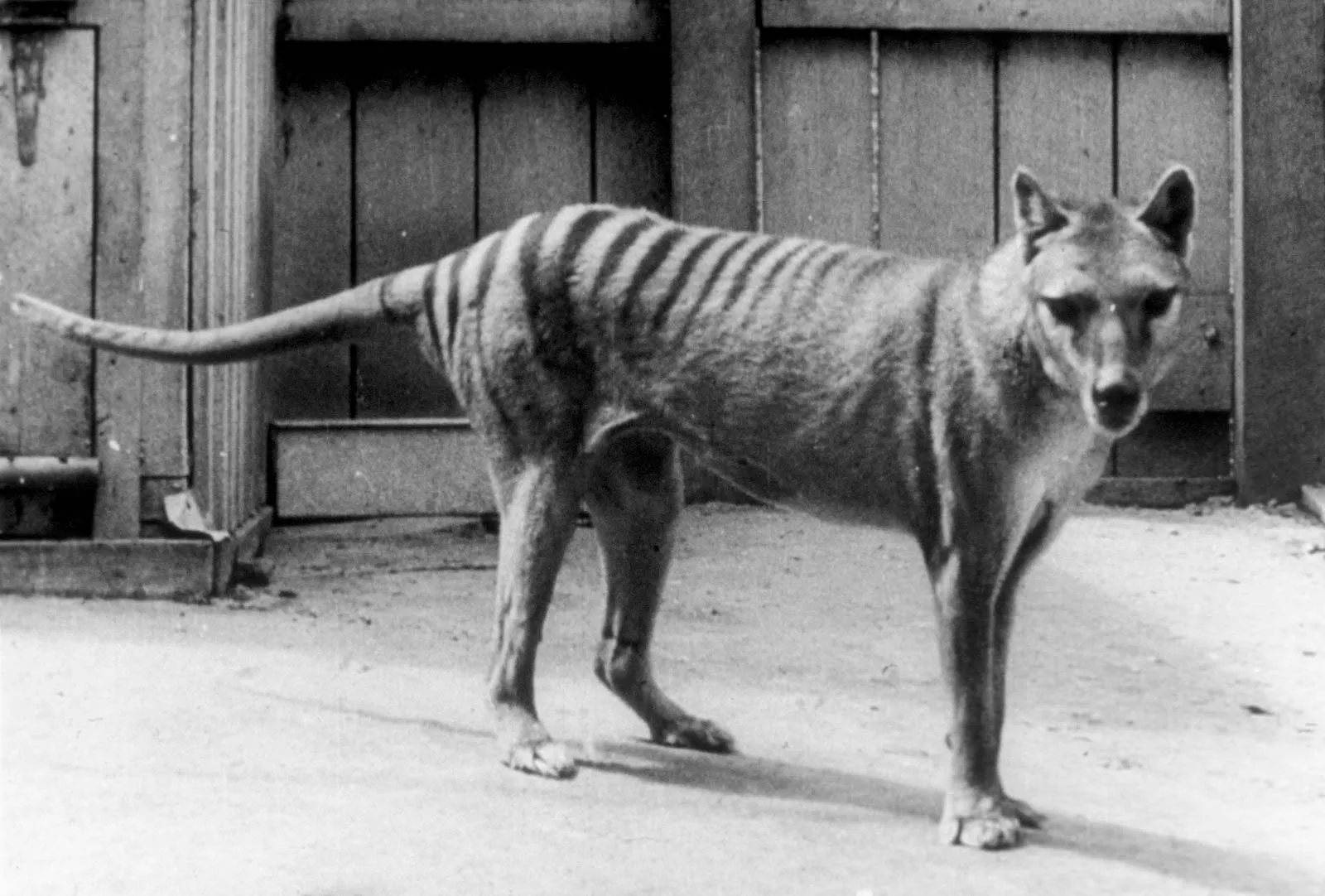
Сумчатый волк в зоопарке Хобарта

В XVIII и начале XIX веков сумчатый волк был широко распространён и многочислен на Тасмании, пока в 1830-х годах не началось массовое истребление этого зверя, которого считали врагом разводимых фермерами овец. Как следствие бесконтрольного отстрела и отлова, к 1863 году сумчатые волки сохранились только в труднодоступных горных и лесных районах Тасмании. Катастрофическое падение его численности произошло в начале XX века, когда на Тасмании разразилась эпизоотия какой-то болезни, вероятно, собачьей чумы, занесённой привезёнными собаками. Сумчатые волки оказались ей подвержены, и к 1914 году их остались считанные единицы. Однако даже в 1928 году, когда был принят закон об охране фауны Тасмании, сумчатый волк оказался не внесён в число охраняемых видов. Последний дикий сумчатый волк был убит 13 мая 1930 года, а в 1936 году в частном зоопарке в Хобарте умер от старости последний сумчатый волк, содержавшийся в неволе. Таким образом, вид вымер всего через 133 года после появления на Тасмании европейцев.
Запрет на их добычу был введён только в 1938 году, а в 1966 году на юго-западе острова, в гористом районе у озера Сент-Клэр, был организован заказник площадью в 647 000 га, треть которого позднее преобразовали в национальный парк. В 2011 году австралийские учёные заявили, что из-за челюстей, неустойчивых к возникающим при перетаскивании крупной добычи нагрузкам, сумчатые волки не могли столь эффективно охотиться на овец, как одичавшие собаки (что вменялось волкам в вину и вызвало истребление). Дополнительной причиной исчезновения вида названо его низкое генетическое разнообразие, приведшее к подверженности инфекционным заболеваниям. Однако низкое генетическое разнообразие не мешало сумчатым волкам существовать на Тасмании сотни тысяч лет, пока люди за короткое время не сократили их численность до критического значения.
Сумчатый волк был единственным дожившим до исторической эпохи представителем семейства Thylacinidae и самым крупным современным хищным сумчатым. Наиболее близкородственными сумчатому волку из ныне ещё существующих видов являются другие хищные сумчатые из отряда Dasyuromorphia, такие как тасманийский дьявол и сумчатые куницы.

## Описание
Сумчатый волк был самым крупным из всех современных хищных сумчатых. Внешне он напоминал среднего размера короткошёрстную собаку со стройным туловищем, напоминающей собачью головой, достаточно высокими пальцеходящими конечностями и относительно длинным негибким хвостом с утолщённым основанием, который напоминал уменьшенный хвост кенгуру. Общая длина тела взрослого сумчатого волка от носа до кончика хвоста достигала от 140 до 180 см, длина тела без хвоста от 85,1 до 118,1 см (в среднем 108,6 см), длина хвоста 33,1—61,0 см (в среднем 53,4 см), высота в плечах около 56 см. Однако поступали сообщения о наблюдениях гораздо более крупных животных, поэтому, возможно, существовали и более крупные особи, никогда не попадавшие в руки учёных. Масса тела взрослых самцов в среднем была около 19,7 кг, самок — 13,7 кг, хотя могла варьировать от 9,8 кг до 14,8 кг у самок и от 16,7 кг до 26,1—28,1 кг у самцов. Половой диморфизм у сумчатых волков проявлялся в первую очередь в такой значительной разнице в размерах.

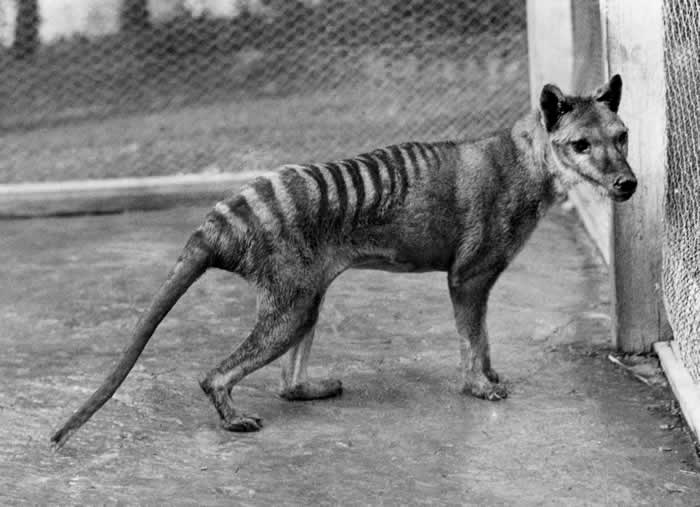

Голова сумчатого волка напоминала собачью, морда удлиненная и узкая, у молодых животных напоминала лисью. Его череп был очень похож на черепа плацентарных хищников из семейства псовых, больше всего он напоминал череп обыкновенной лисицы, а по размерам мог превышать череп взрослого динго. Тем не менее, череп тилацина имел заметно меньшую, чем у собак такого же размера, мозговую коробку. В строении черепа были хорошо развиты характерные для сумчатых черты, которые позволяют его легко отличить от черепа домашней собаки. Слезное отверстие открывается на передней поверхности слезной кости в передней части глазницы, а не на внутренней поверхности, как у плацентарных млекопитающих. В нёбе есть два больших отверстия в отличие от целостного нёба у плацентарных млекопитающих. Внутренняя задняя поверхность нижней челюсти имеет отраженный угол. С возрастом голова у животных обоих полов становилась шире и менее похожей на волчью. В размерах и пропорциях черепа у сумчатых волков проявлялся больше, чем у других сумчатых, половой диморфизм. Самец имел пропорционально больший череп с более длинной мордой, чем у самки. Череп самки по сравнению с ним был меньше, с более короткой мордой, менее расширенными скулами и меньшими, но пропорционально более крупными зубами. Нос полностью голый, кожистый. Округлые, с широким основанием, стоячие уши были около 8 см в длину, обращены вперед и покрыты короткой шерстью. На морде также были длинные лицевые и надглазничные вибриссы.
Мозг сумчатого волка был относительно и абсолютно крупнее, чем у сумчатого дьявола и сумчатых куниц. Его уменьшенные обонятельные доли указывают на то, что обоняние не было основным чувством на охоте. В отличие от сумчатого дьявола, собирающего падаль, сумчатый волк был достаточно высок, чтобы видеть поверх травы и небольших кустов. Поэтому, скорее всего, во время охоты он полагался на зрение и слух. Признаком необходимого для охоты повышенного интеллекта являются гребни на поверхности неокортекса.

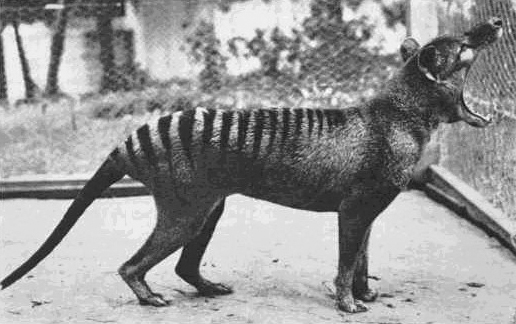
Сумчатый волк мог очень широко раскрывать пасть

Челюсти у сумчатого волка были мускулистыми и имели 46 зубов. Зубная формула: i 4/3 c 1/1 p 3/3 m 4/4 = 46. Резцов было 8 на верхней челюсти и 6 на нижней, по 2 хорошо развитых длинных клыка, на каждой половине челюсти по 3 предкоренных зуба и по 4 мощных, способных дробить кости, коренных зуба. Все коренные зубы имели сходную форму, с крупными режущими и мелкими дробильными поверхностями. И верхние, и нижние коренные зубы были приспособлены к выполнению функции хищных зубов. Наличие трёх предкоренных зубов отличало сумчатого волка от всех остальных сумчатых, у которых их только по два. Зубы сумчатого волка, по-видимому, гомологичны молочным зубам плацентарных млекопитающих: за всю жизнь у него сменялись только третьи предкоренные зубы.
Сумчатый волк мог необычайно широко раскрывать свою пасть — до угла примерно 75—80 градусов между верхней и нижней челюстями. Предполагают, что он использовал эту способность для демонстрации угрозы, как это делает сумчатый дьявол. Такое угрожающее поведение, когда сумчатый волк максимально широко раскрывал свою пасть, как бы зевая, несколько раз наблюдали у диких и содержавшихся в неволе животных как реакцию на присутствие человека. Некоторые исследователи предполагают, что способность так широко раскрывать пасть могла быть сохранившейся плезиоморфией.

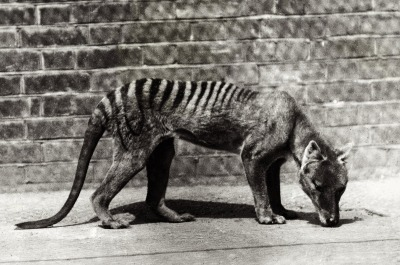
Хвост сумчатый волк мог волочить по земле, …

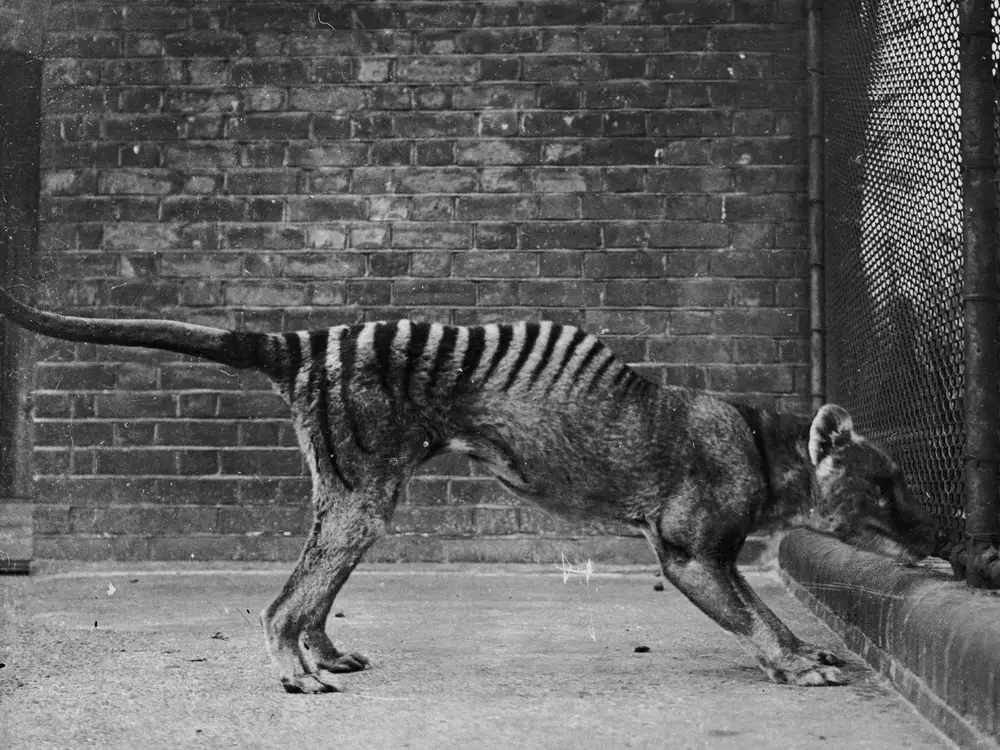
… а мог держать прямо

Хвост был относительно длинный, в нём было от 23 до 25 хвостовых позвонков (больше, чем у других сумчатых, у которых их обычно 20—21), которые были частично сросшимися, из-за чего гибкость и движения хвоста были ограниченными. Срастание могло происходить, когда животное достигало полной половой зрелости. Хвост не был отграничен от тела резко, как у собаки, а сужался постепенно, как у кенгуру. Сумчатый волк в отличие от собак не мог вилять хвостом в стороны. У молодых особей на кончике хвоста была кисточка из удлинённых волос. В позвоночнике было только два крестцовых позвонка.
У сумчатых волков обоих полов на брюхе была сумка, она была образована складкой кожи и открывалась назад, как, например, у сумчатого дьявола, а не вперёд, как у кенгуру. Но у самки, как и у других сумчатых, была выводковая сумка, почти круглой формы, в которой было две пары сосков и в которой вынашивались и выкармливались детёныши. А у самцов была небольшая мошоночная сумка, в которой находились их семенники для предотвращения их повреждения, например, во время погони за добычей. Сумка открывалась назад между задними лапами, благодаря чему внутрь не попадали листья высокой травы и острые стебли, через которые животному приходилось бегать. У молодой, вероятно, не рожавшей самки сумка была овальная и очень мелкая, 5 см в длину и 2,8 см в ширину. Между сумкой и окружающей кожей живота имелась небольшая граница. Она почти голая, покрыта лишь несколькими редкими, белыми, пушистыми волосами. На дне сумки было четыре небольших конических возвышения, несколько возвышающихся над общей поверхностью и расположенных в центре сумки. На вершине каждого возвышения было небольшое, едва заметное невооруженным глазом, отверстие, а внутри него находился сосок.
Сумчатый волк был одним из немногих сумчатых, у которых сумчатые кости были в значительной степени заменены хрящами, а их костная часть была сильно уменьшенной. Надлобковые кости редуцированы до двух небольших продолговатых, уплощенных волокнистых хрящей, встроенных во внутренние столбики брюшных колец, и выглядят каждая как утолщенная часть сухожилия наружной косой мышцы живота, образующей эти столбики. Когда-то это считалось синапоморфией спарассодонтов, однако сейчас исследователи считают, что у обеих этих групп сумчатые кости уменьшились независимо. Причины редукции сумчатых костей у сумчатого волка неизвестны. Длина полового члена у самцов составляла 15 см. На конце губчатое тело раздваивалось, образуя раздвоенную головку полового члена.

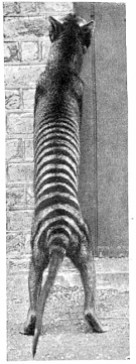
На спине у сумчатого волка было от 10 до 23 тёмных полос

Шерсть была короткая, густая и грубая, с волосом не более 15 мм в длину. На хвосте шерсть была короткая и прилегающая. Окраска сумчатого волка была серо-желто-бурая, цвет мог варьировать от светло- (палевого) до тёмно-песочно-бурого. Некоторые, обычно более молодые, особи имели более тёмно-бурую окраску. На спине, крупе и основании хвоста было от 10 до 23 узких поперечных тёмных шоколадно-коричневых полос; они начинались сразу за лопатками, их длина и ширина постепенно увеличивалась от заплечья до основания хвоста. Наибольшая ширина каждой полосы была посередине спины, на боках они постепенно сужались. В средней части рисунка полосы доходили примерно до середины боков, на крупе полосы были самые длинные, они проходили по верхней части бедра. Самыми длинными были четвёртая и пятая полосы перед основанием хвоста, они могли наиболее сильно раздваиваться на концах. Одна из полос проходила по внешней стороне задней части бедра. Полосы были более выражены у молодых особей и постепенно тускнели по мере взросления и старения животного. На основании хвоста были короткие полосы. На остальной части хвоста полос не было. На некоторых фотографиях создается впечатление, что полосы продолжаются по всему хвосту. Однако это эффект света и тени на отдельных позвонках, если смотреть под определённым углом, а не из-за пигмента. В хвостах некоторых сумчатых, в том числе сумчатых волков, откладывается жир и когда эти жировые отложения истощаются, позвонки становятся выраженными, создавая иллюзию полос. Эти псевдополосы видны только на фотографиях живых тилацинов и не видны на сохранившихся шкурах. У каждой особи полосатый рисунок был уникальным и мог заметно отличаться у разных животных. Могло быть разное количество полос, они могли располагаться ближе или дальше одна от другой, с более широкими или узкими промежутками между ними. Рисунок мог быть полным или фрагментированным. Между полосами часто были одиночные или множественные узкие перемычки, а иногда в полосах были разрывы. Могла наблюдаться также асимметрия в расположении полос у одного животного на левом и правом боках. Полосатый рисунок мог служить для маскировки в условиях австралийского буша, но он также мог служить и для распознавания. Такой поперечнополосатый «зебровидный» рисунок на спине редко встречается у современных млекопитающих. Среди немногих других животных с подобным рисунком — зебровый дукер и полосатый мангуст в Африке и два других австралийских сумчатых — сумчатый муравьед и полосатый кенгуру.
Брюшная сторона у сумчатого волка была светло-серо-жёлтая, с кремовым оттенком. Морда серовато-бурая с беловатыми отметинами вокруг рта, глаз и ушей. Окраска шерсти детёнышей была несколько бледнее, кремово-бурая, и темнела по мере взросления. Полосы появлялись ближе к трёхмесячному возрасту, перед выходом из сумки. Они располагались ближе одна к другой, из-за чего окраска казалась более тёмной. К годовалому возрасту полосатый рисунок у них становился такой же, как у взрослых. Хвосты у детёнышей были значительно темнее, чем у взрослых, почти чёрного цвета.
На зиму шерсть взрослых сумчатых волков становилась более длинной, приобретала более бурый оттенок, полосатый рисунок становился менее отчётливым. Летняя шерсть была более короткая и сероватая, полосы более отчётливые.
Волосы сумчатого волка имели характерный рисунок кутикулярных чешуек. Вибриссы были относительно короче, тоньше и меньше, чем у сумчатого дьявола и сумчатых куниц.

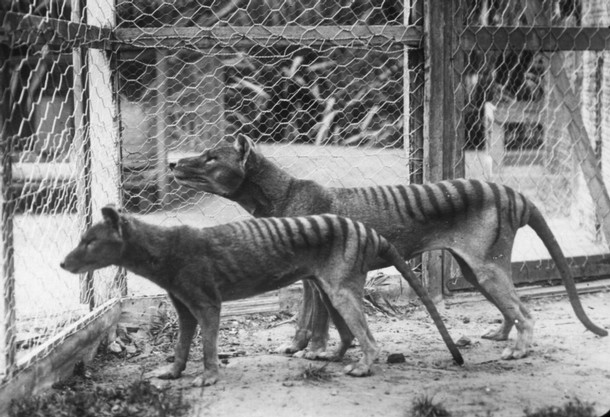
Молодой (на переднем плане) и взрослый самцы сумчатого волка

Конечности были пальцеходящие, передние лапы пятипалые, на задних было по четыре пальца, на них отсутствовал первый палец. Пальцы короткие, снизу без шерсти. Снизу на пальцах и ступнях лап были подушечки, которые доходили до лучезапястного сустава на передних лапах и пяточного на задних. Когти были невтягивающимися. Ключицы были редуцированы. Сумчатый волк в большей степени, чем все другие сумчатые, ходил и бегал на пальцах, а не опираясь на всю стопу. Ступни опирались на переднюю часть подошвенной подушечки и пальцевые подушечки, а запястные и пястные подушечки были приподняты над землёй. Подошвенные и пальцевые подушечки были густо покрыты тонкими заостренными бугорками. Запястные вибриссы отсутствовали. Пальцы задних лап были немного длиннее, поэтому их подушечки располагались немного дальше от подошвенных подушечек, чем на передних. Предплюсневая часть лапы имела зернистую поверхность и на неё животное иногда также могло опираться. Основное различие между лапами сумчатого волка и лапами псовых в том, что у него между пальцами не было перепонок. У сумчатого волка по сравнению с псовыми были пропорционально более длинные задние конечности, из-за чего его спина была немного наклонена вперёд и это отражалось на походке.
Запястья не имели жесткости, что может свидетельствовать о том, что сумчатый волк мог принимать низкую, крадущуюся стойку. Это подтверждалось теми, кто видел его охоту. Задние лапы он держал сильно согнутыми, что делало возможной особую скачущую походку (наподобие галопа) и даже прыжки на пятках задних лап, напоминающие прыжки кенгуру, которые демонстрировали содержавшиеся в неволе особи. По предположению некоторых исследователей, такие прыжки животные совершали, будучи встревоженными, и лишь в случае крайней необходимости. В неволе наблюдали, как самка тилацина прыгала в высоту на 1,8—2,4 м. Сумчатый волк также мог непродолжительное время, балансируя, стоять на задних лапах. У тилацина была твёрдая и несколько неуклюжая походка, из-за которой он не мог бегать с высокой скоростью.

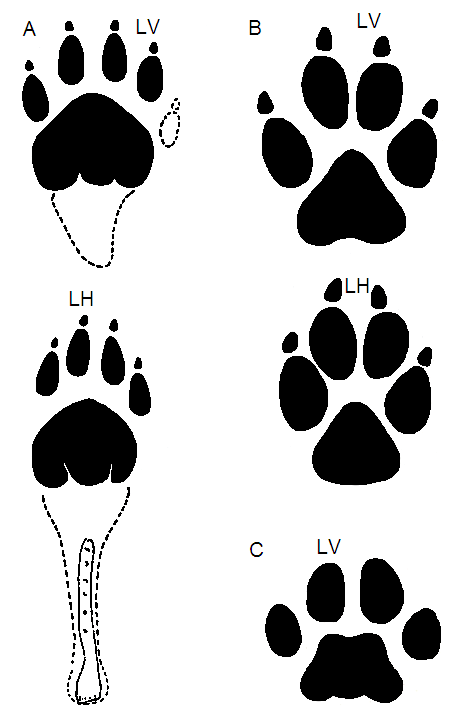
Следы сумчатого волка (слева) и домашних собаки (B) и кошки (C); LV — левая передняя лапа, LH — левая задняя лапа

Следы сумчатого волка можно было легко отличить от следов других местных или завезённых животных: в отличие от лисиц, кошек, собак, вомбатов или тасманийских дьяволов, у тилацинов была очень большая задняя подушечка и четыре чётких передних подушечки, расположенных почти по прямой линии. Подошвенная подушечка каждой лапы была разделена тремя глубокими бороздами на три отчётливые доли. Такая своеобразная форма подошвенной подушечки наряду с асимметричным характером стопы делала его следы совершенно непохожими на следы других животных, таких как собаки и лисицы. Расстояние между двумя последовательными следами каждой лапы у взрослого животного составляло около 80 см и более.
Не существует аудиозаписей голоса сумчатого волка. Наблюдавшие за сумчатым волком в дикой природе и в неволе отмечали, что во взволнованном состоянии он рычал и шипел, что часто сопровождалось угрожающим зеванием. Во время охоты он издавал серию быстро повторяющихся гортанных лающих звуков, похожих на кашель (описываемых как «йип-яп», «кай-йип» или «хоп-хоп-хоп»), вероятно, для общения между членами семейной стаи. У него также был долгий скулящий крик, вероятно, для распознавания на расстоянии, и низкий сопящий звук, использовавшийся для общения между членами семейной группы. Он также издавал лающие звуки при сильном испуге. В целом, было определено пять различных звуков: кашляющий лай, сопение, шипение, волнообразный крик и рычание. Учёные отмечают, что вокализация сумчатого волка по своей структуре не отличалась от вокального репертуара сумчатого дьявола.
Некоторые наблюдатели указывали, что он имел сильный и характерный запах, другие описывали слабый, чистый, животный запах, а некоторые, что животное вообще не имело запаха. Возможно, что тилацин, как и его родственник, тасманийский дьявол, издавал запах при волнении.

## Ареал и места обитания

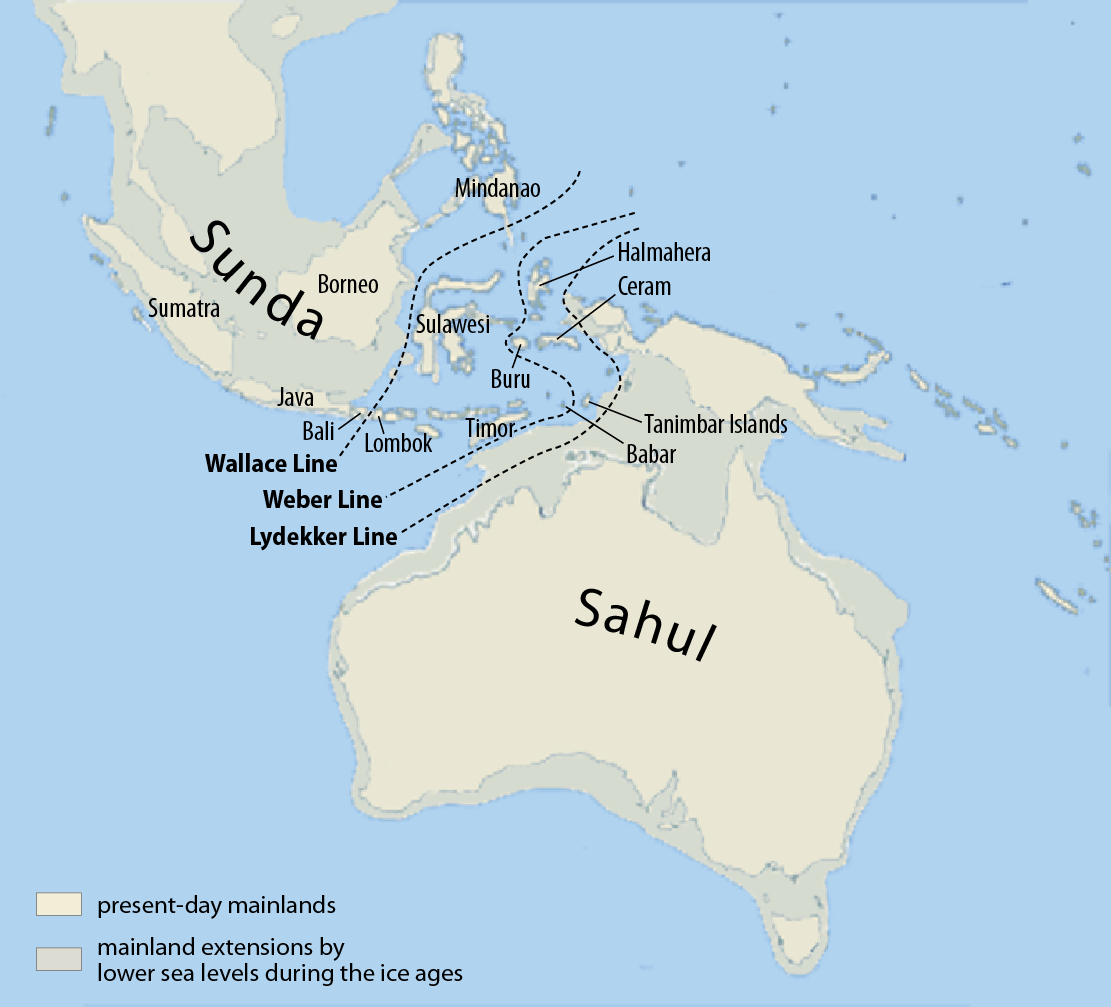
В плейстоцене и раннем голоцене сумчатый волк обитал по всему древнему материку Сахул, включавшему Австралию, Новую Гвинею и Тасманию

В плейстоцене сумчатый волк был широко распространён на всём древнем континенте Сахул, включавшем современный материк Австралия и острова Тасмания и Новая Гвинея с расположенными между ними мелкими островами. В начале и середине голоцена, вследствие поднятия уровня моря, эти острова оказались отделёнными от австралийского материка, (Новая Гвинея отделилась от Австралии около 8000 лет назад, а Тасмания около 6000 лет назад), а популяции сумчатого волка на них остались изолированными от материковых. Прибытие около 60 000—45 000 лет назад на Сахул человека и привезённых им собак динго привело к постепенному сокращению местных популяций сумчатого волка, а около 3200 лет назад он совсем исчез в Австралии и на Новой Гвинее. Подтверждением широкого распространения сумчатого волка в Австралии и на Новой Гвинее являются его остатки, обнаруженные во многих местах в Западной, Южной, Юго-Восточной и Восточной Австралии и на Новой Гвинее, а также наскальные рисунки австралийских аборигенов с его изображениями, найденные по всему континенту и на острове. Самое северное местонахождение этого вида находится в скалах Кайова в провинции Чимбу в высокогорьях Новой Гвинеи, оно датируется ранним голоценом, примерно 10 000—8 500 лет назад. Окаменелые следы также свидетельствуют, что он обитал и на острове Кенгуру вблизи южноавстралийского побережья. На материковой Австралии сумчатый волк, скорее всего, предпочитал сухие эвкалиптовые леса, водно-болотные угодья и луга.
На Тасмании ареал сумчатого волка охватывал весь остров, хотя в юго-западных и западных районах, за исключением прибрежной полосы, он был очень малочисленным. Это распространение похоже на современный ареал сумчатого дьявола и коррелирует со среднегодовым количеством осадков и связанной с ними растительностью. Наивысшей плотности популяция тилацина достигала в зонах с низким и умеренным количеством осадков на севере, в центре и на востоке острова, где эти животные встречались на всех высотах. Обитал сумчатый волк на Тасмании в более или менее открытых местообитаниях: травянистых редколесьях, прибрежных и горных кустарниках и открытых лесах. Его предпочтительная среда обитания — холмистые, густые, сухие склерофильные заросли или смешанные сообщества с элементами склерофильной растительности и дождевых лесов, часто с выходами скал. Густых влажных тропических лесов западной и юго-западной Тасмании тилацины, похоже, избегали. Их предпочтения в среде обитания полностью совпадают с предпочтениями сумчатого дьявола и согласуются с распределением плотных популяций добычи. В течение дня тилацины скрывались в густой растительности и обнажениях скал (где, вероятно, устраивали свои логова), а вечером, ночью и ранним утром охотились на прилегающих открытых травянистых равнинах, редколесьях и лесах.
На Тасмании он предпочитал леса средней полосы и прибрежные пустоши, которые в конечном итоге стали основными местами оседания британских поселенцев, искавших пастбища для своего скота. Общую популяцию сумчатых волков на Тасмании до появления на острове европейцев ученые оценивают примерно в пределах от 2000—3000 до 5000 особей. Одно животное обычно занимало площадь от 40 до 80 км². Однако, похоже, что тилацин имея свой домашний ареал, не был территориальным животным, поскольку иногда вместе наблюдались группы, слишком большие, чтобы быть одной семьёй.

## Образ жизни
Сумчатый волк был ночным и сумеречным охотником, вёл в основном ночной образ жизни, хотя иногда его активность наблюдали и днём. Дневное время он обычно проводил среди холмов или скал, или в лесах, где укрывался в небольших пещерах, под скалами, в пустотах между корнями или полых стволах упавших деревьев в гнёздах из веток, коры или листьев папоротника. Ночью же охотился на пустошах.

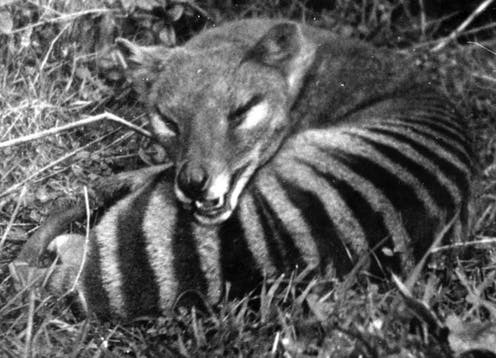

О поведении сумчатого волка известно мало. Было сделано несколько наблюдений за этим животным в неволе и существуют лишь ограниченные, неподтверждённые данные о его поведении в дикой природе. Кроме того, большинство наблюдений проводилось днём, в то время как тилацин по своей природе вёл ночной образ жизни. Наблюдавшие его в природе отмечали, что животное обычно было застенчивым и скрытным, учуяв присутствие людей оно обычно избегало контакта с ними, хотя иногда проявляло черты любознательности. Наблюдавший за сумчатым волком в Лондонском зоопарке отмечал, что тот был чрезмерно пуглив и, будучи встревожен, неистово метался и прыгал по своей клетке, издавая при этом короткий гортанный крик, похожий на лай; издавал ли этот звук тилацин в природе, неизвестно. Сумчатый волк из Нью-Йоркского зоопарка большую часть времени грелся на солнце и, по-видимому, плохо видел при солнечном свете.
Сумчатые волки обычно были одиночными животными, хотя некоторые очевидцы утверждали, что наблюдали стаи из четырёх или пяти особей. По мнению исследователей, случайные наблюдения взрослых животных вместе не могут быть подтверждением того, что они держались парами, а наблюдавшиеся стаи могли быть самками со своими почти взрослыми детёнышами. Неизвестно, были ли сумчатые волки оседлыми, имели ли свою территорию или вели кочевой образ жизни, во всяком случае нет никаких доказательств защиты ими своей территории. Однако есть признаки того, что у них если и не было своей территории, то был домашний ареал, который мог быть обширным.
Длительное выживание сумчатых волков в неволе в зоопарках Англии, Северной Европы и востока США свидетельствует о том, что этот вид был выносливым и легко приспосабливался.
По мнению исследователей, для этого вида, как и для большинства хищников, должно было быть нормальным агрессивное поведение. Так, один из авторов описывает нападение и убийство тилацином бультерьера. В то же время, зарегистрированы только два случая нападения сумчатого волка на человека в дикой природе.
Эти наблюдения, сделанные в двадцатом веке, возможно, были нетипичными, поскольку они касались вида, уже пережившего стресс, который вскоре привёл к его исчезновению. Некоторые поведенческие характеристики были экстраполированы из поведения его близкого родственника, тасманийского дьявола.
В то время среди живших на Тасмании европейцев существовало мнение, что сумчатый волк был якобы свирепым и кровожадным хищником, что, вероятно, было связано с предполагаемой ими угрозой от этого животного для сельского хозяйства.
Изначально обитатель негустых лесов и травянистых равнин, сумчатый волк был вытеснен людьми в дождевые леса и в горы, где обычным убежищем ему служили норы под корнями деревьев, дупла упавших деревьев и скалистые пещеры. Вёл ночной образ жизни, однако иногда его замечали гревшимся на солнце. Образ жизни был одиночный, иногда для охоты собирались пары или небольшие семейные группы.

## Питание

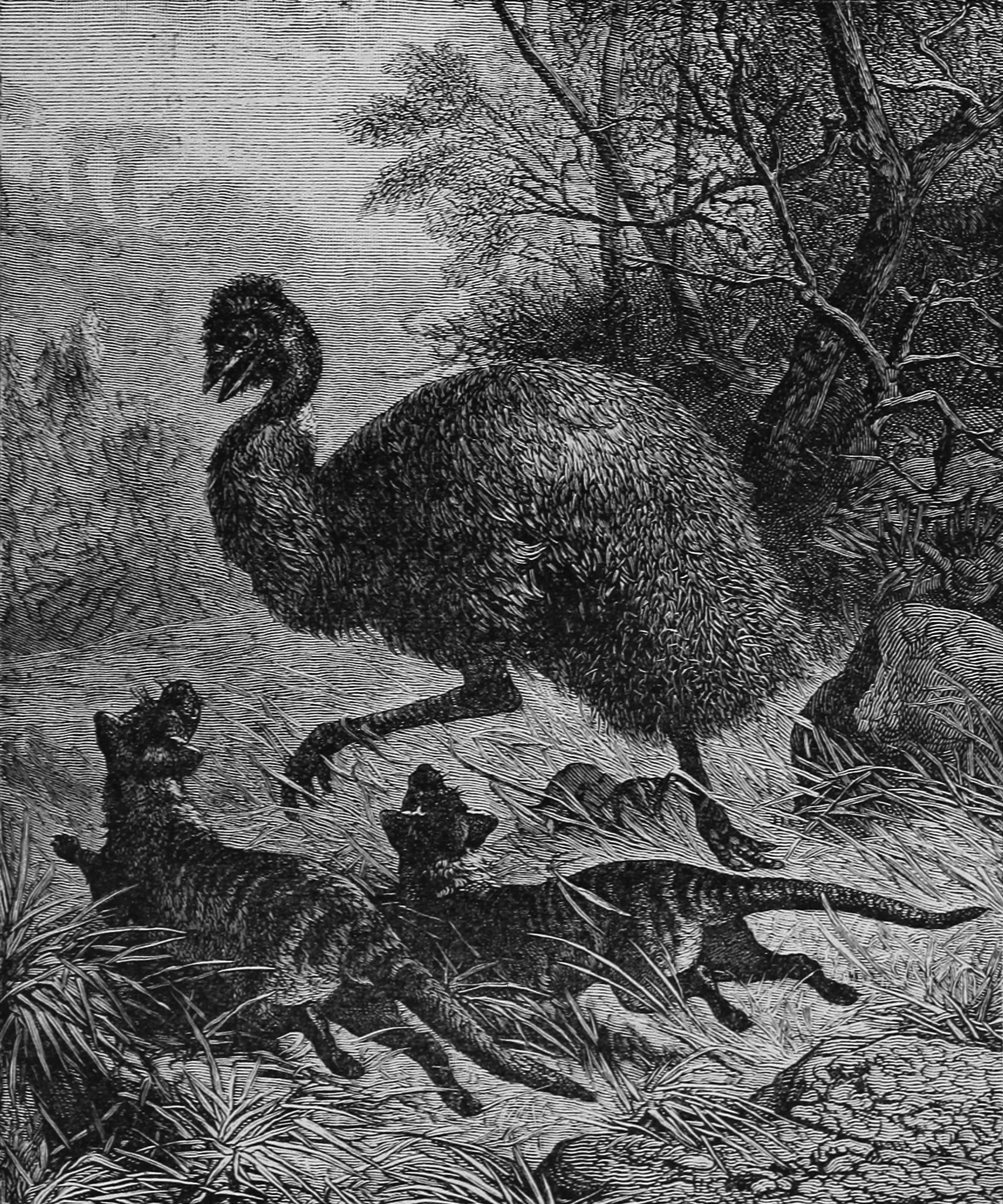
Охота сумчатых волков на эму, рисунок 1887 года

Сумчатый волк был исключительно плотоядным животным. У него был очень мускулистый желудок, который мог значительно растягиваться, таким образом животное могло съедать большое количество пищи за один раз. Вероятно, это была адаптация, позволявшая компенсировать долгие периоды, когда охота была неудачной и пищи не хватало. Однако экология питания сумчатого волка изучена крайне плохо, письменные описания способов его охоты не известны. По сообщениям охотников, он подстерегал, а затем прыгал на добычу. В желудке одного из первых пойманных тилацинов были обнаружены куски ехидны. Сообщается, что тилацины охотились на самую разнообразную добычу, включая вомбатов, сорных кур, поссумов, бандикутов, мелких млекопитающих и птиц, что позволяет предположить, что они были универсальными хищниками, питавшимися добычей весом от менее 1 кг до, вероятно, не более 30 кг. У сумчатых волков была длинная узкая морда, по сравнению со всеми другими плотоядными млекопитающими, сумчатыми или плацентарными, больше всего похожая на лисью. Это свидетельствует об относительно слабой силе укуса клыков. У черепов из музейных коллекций также очень низкий уровень поломки клыков. В сочетании с записями о питании и в отличие от размеров добычи, которую добывают сумчатые дьяволы и крупные сумчатые куницы (до трех раз превышающую их массу тела), эта комбинация признаков предполагает, что тилацины обычно не убивали очень тяжелую добычу или добычу намного крупнее себя (то есть массой более 15—30 кг). Хотя зарегистрировано, что они убивали кенгуру, маловероятно, что они регулярно убивали здоровых крупных самцов (до 70 кг) или представителей более крупной мегафауны, таких как дипротодоны. Сходная овальная форма поперечного сечения клыков с современными крупными сумчатыми куницами предполагает, что тилацины, вероятно, убивали свою добычу, используя общий сокрушительный укус. Сумчатые волки, вероятно, не были быстрыми бегунами, на что указывает сравнение соотношения костей их ног с другими сумчатыми и плацентарными хищниками. Маловероятно, что тилацины были способны к длительному и быстрому преследованию, они, вероятно, охотились, используя комбинацию скрытности, короткого преследования и нападения из засады. Объединяя всю эту информацию, а также результаты исследований средней массы тела и параметров черепа и челюстей сумчатого волка, учёные предполагают, что его охотничье поведение и рацион были больше подобны таковым у псовых среднего размера, таких как шакалы и южноамериканские лисицы (и в меньшей степени койот и обыкновенная лисица), которые в основном охотятся на добычу размером меньше половины своего размера, чем у волка. В частности, средняя масса тела сумчатых волков свидетельствует о том, что они обычно охотились на мелкую добычу и лишь иногда при необходимости переключались на относительно крупную.
В неволе тилацины явно отдавали предпочтение птице (особенно курам). В дикой природе их основной добычей могли становиться достаточно крупные наземные птицы, такие как зеленоногая камышница, поскольку документально подтверждено, что они охотились на многих из них, а сравнительно небольшая сила укуса сумчатого волка больше подходила для полых птичьих костей. Когда сумчатые волки были распространены на материковой Австралии, такой добычи у них было много. Исследования их мест обитания в плейстоцене показывают, что они питались в основном различными сорными курами (например, крупными, также уже вымершими, плейстоценовыми видами из рода Progura), страусами эму и, возможно, дроморнитидами (большинство из этих птиц вымерли до заселения Австралии европейцами). Во время европейского заселения тасманийский эму, подвид, который, как считается, был меньше, чем материковый эму, был обычным и широко распространённым, и было известно, что тилацины жили в той же среде обитания и охотились на них. На многих ранних изображениях охоты сумчатых волков были изображены и эму. Эта крупная нелетающая птица была истреблена людьми в течение 30 лет после заселения европейцами. Вымирание тасманийского эму коррелирует с быстрым снижением численности тилацинов. Казуары северной Австралии и Новой Гвинеи сосуществовали с тилацинами, но они развили сильную защиту от хищников, в то время как эму был более уязвим для таких адаптаций сумчатых волков к охоте, как охота настойчивостью и прыжок на двух ногах (по мнению некоторых исследователей, челюсти взрослого тилацина и прыжок на двух ногах были приспособлением, развившимся специально для охоты на эму, чтобы либо сломать ему шею, либо перерезать яремную вену). Так, было отмечено, что в Австралии на эму охотятся завезённые человеком динго, одичавшие собаки и обыкновенные лисицы.
Среди учёных нет единого мнения по поводу предпочтительного размера добычи сумчатого волка. Исследование, проведённое в 2011 году с использованием передового компьютерного моделирования, показало, что у тилацина были удивительно слабые челюсти. Животные обычно берут добычу, близкую к размеру их собственного тела, но было обнаружено, что взрослый сумчатый волк весом около 30 кг не способен справиться с добычей, намного превышающей 5 кг. Таким образом, некоторые исследователи считают, что тилацины поедали только мелких животных, таких как бандикуты и поссумы, что ставит их в прямую конкуренцию с тасманийским дьяволом и пятнистохвостой сумчатой куницей. Другое исследование, проведённое в 2020 году, дало аналогичные результаты после оценки среднего веса тилацина примерно в 17 кг, а не в 30 кг, что позволяет предположить, что животное действительно охотилось на гораздо более мелкую добычу.
Однако более раннее исследование показало, что коэффициент силы укуса сумчатого волка составляет 166, что аналогично коэффициенту силы большинства сумчатых куниц. У современных хищных млекопитающих такая высокая сила укуса почти всегда имеется у тех, которые обычно хватают добычу размером с себя или больше, чем они сами. Если тилацин действительно специализировался на мелкой добыче, эта специализация, вероятно, сделала его восприимчивым к небольшим нарушениям экосистемы.
Анализ скелета и наблюдения за сумчатым волком в неволе позволяют предположить, что он был хищником-преследователем, выбиравшим добычу и преследовавшим её до тех пор, пока она не обессилевала. В то же время некоторые охотники сообщали, что тилацин охотился из засады. Возможно, тилацин был более засадным хищником, чем хищником-преследователем. Фактически, хищническое поведение тилацина, вероятно, было ближе к охоте из засады у кошачьих, чем к преследованию у крупных псовых. Животные могли охотиться небольшими семейными группами, при этом основная группа гнала добычу в направлении особи, ожидавшей её в засаде. В погоне за добычей сумчатый волк бегал почти по-собачьи, только медленнее. Очевидцы сообщали, что преследуя добычу по запаху, он трусил размеренной рысцой, а когда она уставала, резко увеличивал скорость.
В начале 1930-х годов один исследователь наблюдал по следам на снегу погоню сумчатого волка за небольшим кенгуру. Следы кончались на берегу озера, из чего можно было предположить, что погоня продолжалась в холодной воде.
Предполагают, что сумчатые волки могли охотиться на молодых сумчатых дьяволов. Однако и сумчатые дьяволы могли поедать молодых сумчатых волков, а также остатки убитых тилацинами животных. А обитавший в Сахуле до позднего плейстоцена более крупный сумчатый лев, вероятно, мог охотится на них обоих.
Сравнение карт коры головного мозга тилацина и тасманийского дьявола показывает, что у тилацина были более крупные и модуляризированные базальные ядра. Учёные связывают эти различия с хищным образом жизни тилацина.
Если в дневное время сумчатый волк прятался в горах, то на охоту в сумерках он спускался на равнину или в долину.
Питался сумчатый волк средними и крупными наземными позвоночными — валлаби (рыже-серый валлаби), мелкими сумчатыми, ехиднами, птицами и ящерицами, молодыми гигантскими кенгуру. Фермеры ошибочно предполагали, что причиной смерти овец были сумчатые волки, хотя для них подобного рода добыча была слишком крупной. Так что фермеры начали истреблять хищников, веря, что виноваты они, что привело к сильному сокращению популяции этих животных.
По разным версиям, сумчатый волк или подстерегал добычу в засаде, или неторопливо преследовал добычу, доводя её до изнеможения. К недоеденной добыче сумчатый волк никогда не возвращался, чем пользовались более мелкие хищники, вроде сумчатых куниц. Голос сумчатого волка на охоте напоминал кашляющий лай, глухой, гортанный и пронзительный.

## Размножение

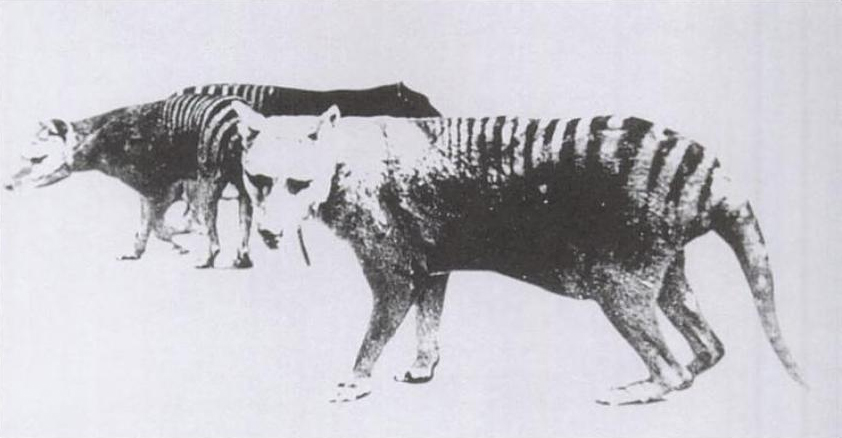
Одна из двух известных фотографий самки тилацина с растянутой сумкой, с детёнышем в ней. Зоопарк Хобарта, 1928 год

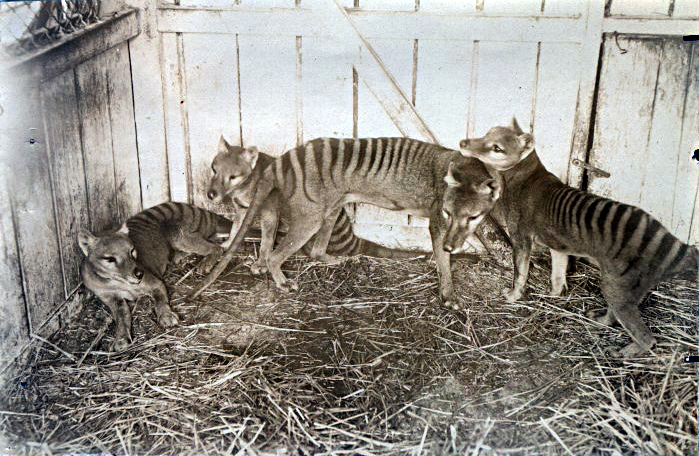
Семья тилацинов в зоопарке Бомарис в Хобарте, 1910 год

О размножении сумчатых волков известно мало, в неволе они размножались только один раз, хотя самок с детёнышами в сумке ловили и содержали в зоопарках. Размножение, по-видимому, происходило, как и у других хищных сумчатых, так чтобы молодые особи становились самостоятельными весной, когда количество добычи максимальное. Были сообщения, что для размножения сумчатые волки удалялись в горы и труднодоступные места. Предполагается, что биология размножения сумчатого волка по своим основным особенностям не значительно отличалась от биологии сумчатого дьявола, с определённым сезоном размножения и отдельными случаями размножения вне его в течение всего года, поскольку детёнышей находили в сумках в разное время года. Спаривание, вероятно, происходило примерно в декабре, детёныши рождались в январе и достигали половины размера взрослых в период с июня по сентябрь. Спаривание этих животных не удалось наблюдать ни разу ни в неволе, ни в дикой природе. Неизвестны также точные сроки беременности и развития детёнышей в сумке. Предполагается, что беременность, вероятно, длилась меньше одного месяца (по предположениям разных исследователей, она могла длится от 21 до 35 дней); в сумке детёныши, как полагают, проводили около 3 месяцев, хотя некоторые исследователи предполагают период в 130—140 дней, характерный для сумчатого дьявола. В помёте было до четырёх детёнышей, обычно два или три. Детёныши рождались, как и у всех сумчатых, недоразвитыми, около 2 см в длину и массой менее 1 грамма. Вначале детёныши в сумке были голыми и слепыми, но к тому времени, когда они покидали сумку, у них были открыты глаза, и они были полностью покрыты мехом. После того как детёныши покидали сумку, они ещё полгода оставались с матерью, которая защищала их, пока они не станут хотя бы наполовину взрослыми. В сумке детёныши располагались вверх ногами. Когда детёныши становились достаточно крупными, сумка отвисала между задними лапами самки. Ко времени выхода из сумки детёныши достигали в длину от носа до основания хвоста около 23 см. У детёнышей также были свои собственные сумки, но они были не видны, пока им не исполнялось 9,5 недель. В возрасте около 16 недель волчата окончательно покидали сумку, возвращаясь к ней только для кормления молоком, которым они питались по крайней мере до 7-месячного возраста. После выхода из сумки и до тех пор, пока они не становились достаточно подросшими, чтобы помогать охотится, молодые сумчатые волки оставались в логове, пока их мать охотилась. Логова устраивались в полых бревнах, деревьях, пещерах или других убежищах. Одно такое логово было найдено среди кустов под наклоненным мертвым стволом древовидного папоротника, под которым была сухая подстилка из папоротника, на которой сидели волчата. Были сообщения о том, что детеныши какое-то время бегали с родителями и что были замечены стаи до шести особей. Поскольку молодых обычно видели только с одним из родителей, то, скорее всего, самка выращивала детёнышей в одиночку. Подробности о росте молоди и возраст наступления половозрелости не известны. В одном из зоопарков наблюдали трёх детенышей, настолько больших, что они едва помещались в сумке. Самка лежала на боку, подобно собаке, с откинутой кожей сумки, чтобы детеныши могли получить доступ к соскам. Встревоженные детеныши залазили в сумку спиной вниз, и мать помогала им, прислоняя свой круп к стенке клетки. Предположительно, половозрелыми самки могли становиться примерно в 2—3 года, а самцы несколько позже, в возрасте немногим более 3 лет.
Размножались сумчатые волки, судя по всему, один раз в год. Вид моноэструсный, признаков эмбриональной диапаузы нет.
Приобретённый Лондонским зоопарком в 1884 году сумчатый волк прожил в неволе 8 лет и 5 месяцев, что является самым продолжительным известным сроком содержания этих животных в неволе в зоопарках за пределами Австралии. Поскольку на момент поступления в зоопарк ему было, вероятно, около года, предполагаемая продолжительность жизни составляет 9,5 лет. Наибольшая известная продолжительность жизни была около 12 лет; столько прожил сумчатый волк, рождённый самкой, попавшей в зоопарк Бомарис в 1924 году. В дикой природе продолжительность жизни неизвестна, по оценкам одних исследователей, она составляла от 5 до 7 лет, по предположению других, могла быть до 12—14 лет.

## Эволюция

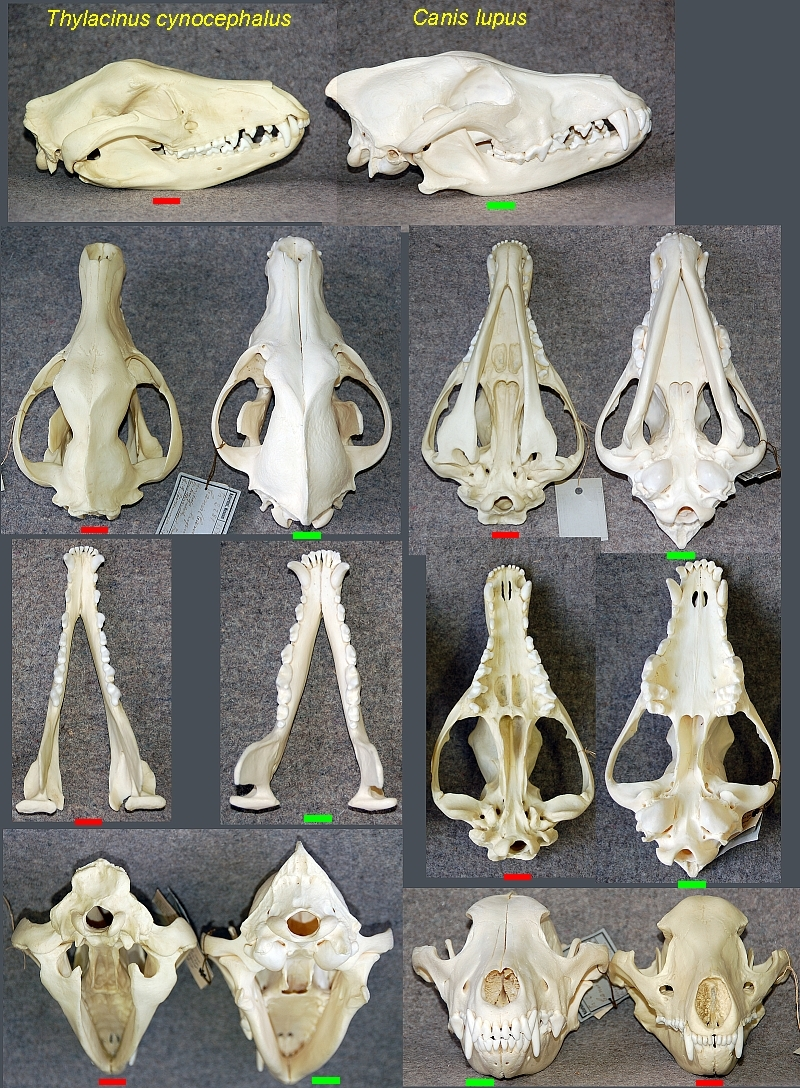
Конвергентное сходство в строении черепа сумчатого волка (слева) и плацентарного волка

Сумчатый волк — яркий пример морфологической конвергентной эволюции между сумчатыми и плацентарными хищными млекопитающими, независимо эволюционировавшими на разных континентах в разных полушариях. В Австралии и на Новой Гвинее сумчатый волк занял ту же экологическую нишу, что и плацентарные хищники из семейства псовых (Canidae) в других частях света. Адаптация к сходным условиям обитания и способу добывания пищи привели к тому, что у этих млекопитающих из неродственных между собой систематических групп (линии сумчатых и плацентарных млекопитающих разошлись от общего предка ещё в юрском периоде мезозоя) развилось много общих морфологических черт, таких как похожая грациальная форма тела, пальцеходящие конечности, сильные челюсти и развитая зубная система. Сравнительный генетический анализ показал, что сходство сумчатого волка с представителями семейства собачьих определяется не сходством генов, кодирующих белки, а, по-видимому, стало результатом конвергентной эволюции регуляторных сетей. Исследования показали, что последовательности генов, кодирующих белки, мало похожи у этих двух групп, и всё сходство на уровне аминокислот можно объяснить нейтральной эволюцией. Таким образом, внешнее сходство не является результатом одинакового положительного отбора на уровне белков. Исходя из этого, ученые предположили, что положительный отбор действовал на уровне регуляции экспрессии генов — последовательностей для связывания факторов транскрипции и удалённых регуляторных участков (энхансеров).
Семейство сумчатых волков Thylacinidae появилось ориентировочно в позднем олигоцене и достигло своего наибольшего разнообразия в миоцене. Затем разнообразие семейства стало неуклонно сокращаться и в плейстоцене существовало уже всего два вида — современный Thylacinus cynocephalus и вымерший гигантский Thylacinus potens. Размеры тилацинидов варьировали от мелких (массой 2—5 кг) до несколько более крупных, чем современный тилацин. Наиболее ранним известным представителем семейства является мелкий плезиоморфный вид Badjcinus turnbulli. Ранние тилациниды были размером с сумчатую куницу, намного меньше 10 кг массой и, вероятно, питались насекомыми, мелкими рептилиями и млекопитающими, хотя признаки все более плотоядной диеты можно увидеть уже в раннем миоцене у Wabulacinus. Морфологически тилациниды в процессе эволюции изменились меньше, чем другие хищные сумчатые (Dasyuromorphia), и наиболее тесно связаны с сумчатыми куницами, их внешнее сходство с вымершими южноамериканскими сумчатыми боргиенидами является конвергентным. Современный сумчатый волк Thylacinus cynocephalus мало отличался от тилацинид позднего олигоцена. Представители рода Thylacinus отличались резким увеличением выраженности свойственных плотоядным животным черт в форме зубов и увеличением размеров, при этом самые крупные виды, Thylacinus potens и Thylacinus megiriani, по размерам не уступали, а возможно и превосходили Thylacinus cynocephalus. В настоящее время описано по меньшей мере 12—14 видов сумчатых волков из 6—8 родов.
Современный сумчатый волк Thylacinus cynocephalus появился, предположительно, около 2 миллионов лет назад в раннем плейстоцене. Он был единственным видом семейства, дожившим до исторического времени. В позднем плейстоцене и раннем голоцене он был широко распространён (хотя, предположительно, и никогда не был многочисленным) по всей Австралии и Новой Гвинее, которые в то время образовывали единый материк Сахул. Наиболее близкородственным современному сумчатому волку считается вид Thylacinus megiriani из позднего миоцена.
Систематическое положение и родственные связи сумчатого волка с другими современными хищными сумчатыми можно представить в виде кладограммы:

|  | Sminthopsis (узконогие сумчатые мыши)                                                           |
|  |                                                                                                 |
|  | \| \| Phascogale (мышевидки) \| \| \| \| \| \| Dasyurus (пятнистые сумчатые куницы) \| \| \| \| |
|  |                                                                                                 |
|  | Phascogale (мышевидки)                                                                          |
|  |                                                                                                 |
|  | Dasyurus (пятнистые сумчатые куницы)                                                            |
|  |                                                                                                 |

|  | Phascogale (мышевидки)               |
|  |                                      |
|  | Dasyurus (пятнистые сумчатые куницы) |
|  |                                      |

|  | Sminthopsis (узконогие сумчатые мыши)                                                           |
|  |                                                                                                 |
|  | \| \| Phascogale (мышевидки) \| \| \| \| \| \| Dasyurus (пятнистые сумчатые куницы) \| \| \| \| |
|  |                                                                                                 |
|  | Phascogale (мышевидки)                                                                          |
|  |                                                                                                 |
|  | Dasyurus (пятнистые сумчатые куницы)                                                            |
|  |                                                                                                 |

|  | Phascogale (мышевидки)               |
|  |                                      |
|  | Dasyurus (пятнистые сумчатые куницы) |
|  |                                      |

|  | Sminthopsis (узконогие сумчатые мыши)                                                           |
|  |                                                                                                 |
|  | \| \| Phascogale (мышевидки) \| \| \| \| \| \| Dasyurus (пятнистые сумчатые куницы) \| \| \| \| |
|  |                                                                                                 |
|  | Phascogale (мышевидки)                                                                          |
|  |                                                                                                 |
|  | Dasyurus (пятнистые сумчатые куницы)                                                            |
|  |                                                                                                 |

|  | Phascogale (мышевидки)               |
|  |                                      |
|  | Dasyurus (пятнистые сумчатые куницы) |
|  |                                      |

|  | Sminthopsis (узконогие сумчатые мыши)                                                           |
|  |                                                                                                 |
|  | \| \| Phascogale (мышевидки) \| \| \| \| \| \| Dasyurus (пятнистые сумчатые куницы) \| \| \| \| |
|  |                                                                                                 |
|  | Phascogale (мышевидки)                                                                          |
|  |                                                                                                 |
|  | Dasyurus (пятнистые сумчатые куницы)                                                            |
|  |                                                                                                 |

|  | Phascogale (мышевидки)               |
|  |                                      |
|  | Dasyurus (пятнистые сумчатые куницы) |
|  |                                      |

Анализ митохондриального генома сумчатых волков показал, что они разделились на восточную и западную популяции на материке до последнего ледникового максимума и к моменту прибытия европейцев имели низкое генетическое разнообразие. Изучение генетического разнообразия сумчатых волков до их исчезновения показало, что последний из тилацинов на Тасмании имел ограниченное генетическое разнообразие из-за полной географической изоляции тасманийской популяции от материковой части Австралии. Как показали исследования, это снижение генетического разнообразия началось задолго до прибытия людей в Австралию, возможно, уже 70—120 тысяч лет назад.

## Открытие
Впервые европейцы столкнулись с сумчатым волком, возможно, ещё в 1642 году, когда Абель Тасман, первым из европейцев, прибыл на Тасманию. Высадившиеся на берег члены его экспедиции сообщили, что обнаружили следы «диких зверей с когтями, как у тигра». Марк-Жозеф Марион-Дюфрен в 1772 году сообщил, что наблюдал «тигровую кошку». Однако эти сведения не позволяют однозначно определить, о каком именно животном идёт речь, поскольку сходным образом описывалась и пятнистохвостая сумчатая куница (Dasyurus maculatus).
Первая официально зарегистрированная встреча европейцев (это были французские исследователи) с сумчатым волком произошла 13 мая 1792 года, как было отмечено натуралистом Жаком Лабиллардьером в его журнале об экспедиции во главе с д’Антркасто. Однако только в 1805 году в «The Sydney Gazette and New South Wales Advertiser» было опубликовано первое подробное описание этого животного, сделанное Уильямом Патерсоном, лейтенант-губернатором северной части Земли Ван-Димена (нынешней Тасмании).
Первое подробное научное описание вида было сделано представителем Тасманийского Общества, натуралистом-любителем инспектором Джорджем Харрисом в 1808 году, через пять лет после первого посещения острова европейцами, и опубликовано в «Transactions of the Linnean Society of London». Харрис сначала поместил сумчатого волка в род Didelphis, который был создан Линнеем для американских опоссумов, дав ему название Didelphis cynocephala — «опоссум с головой собаки». Со временем стало понятно, что австралийские сумчатые существенно отличаются от известных родов млекопитающих, и в 1796 году французский зоолог Жоффруа Сент-Илер выделил род Dasyurus, к которому он в 1810 году отнёс и сумчатого волка. Чтобы разрешить смешение греческой и латинской номенклатур, название вида было изменено на cynocephalus. В 1824 году голландский зоолог Темминк выделил его в отдельный род Thylacinus. Название рода Thylacinus происходит от греческого θύλᾰκος — «сумка» или «мешок», и κύων — «собака», и означает «сумчатая собака», а видовое cynocephalus — от κύων и κέφᾰλος — «голова», то есть «с собачьей головой».

## В неволе

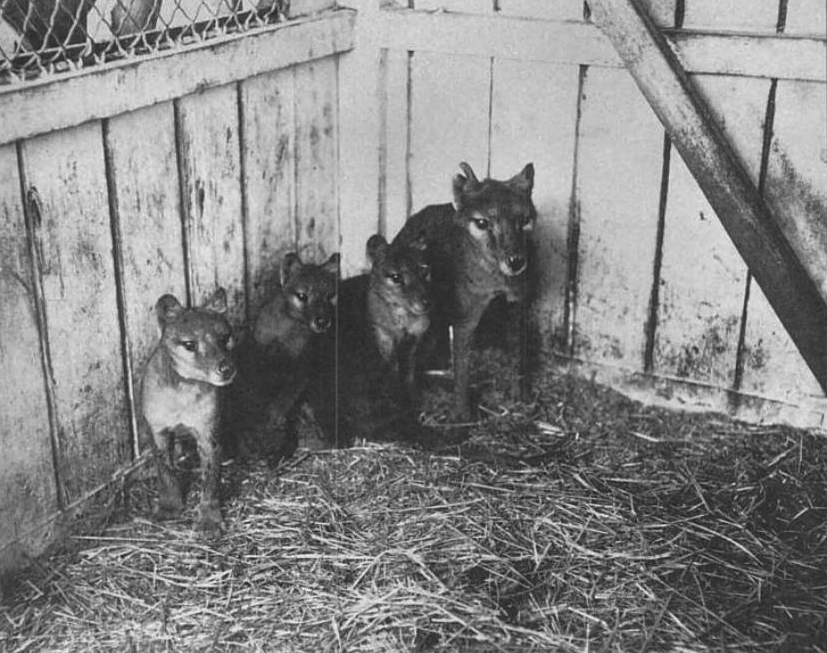
Семья тилацинов в зоопарке Бомарис в Хобарте, 1909 год

К началу XX века растущая редкость сумчатых волков привела к увеличению спроса на этих животных, содержавшихся в неволе в зоопарках по всему миру. Для зоопарков тилацинов много раз ловили в природе. В начале XX века на этом специализировался некий Р. Андерсон, который отвозил пойманных зверей в маленький городок Уиньярд на северо-западном побережье Тасмании, откуда их переправляли в зоопарки.
Взрослые пойманные сумчатые волки приручались плохо; но молодые неплохо жили в неволе, если им давали, кроме мяса, и живую добычу. В неволе сумчатые волки принимали практически любую подаваемую пищу, их кормили мёртвыми кроликами и валлаби, а также говядиной, бараниной, кониной и иногда птицей. Известен случай, когда пойманный тилацин отказывался есть мясо мёртвого валлаби или убивать и есть предложенного ему живого валлаби, но в конце концов съел-таки его, почувствовав перед носом запах крови только что убитого валлаби.
Несмотря на экспорт пар этих животных, попытки разведения их в неволе были безуспешными, только один раз — в Мельбурнском зоопарке в 1899 году, сумчатые волки успешно размножились в неволе.
В 1910 году зоопарком Бомарис были проданы Лондонскому зоопарку два сумчатых волка по 28 фунтов стерлингов за каждого, а в 1926 году Лондонский зоопарк купил своего последнего тилацина из Тасмании за 150 фунтов стерлингов. Последний тилацин за пределами Австралии умер в Лондонском зоопарке в 1931 году.

## Вымирание

### В Австралии
Около 40 000 лет назад Австралия потеряла более 90 % своей мегафауны, за исключением нескольких видов кенгуру и сумчатого волка. Вероятно, одним из основных факторов вымирания многих видов в Австралии был человек, хотя, по мнению исследователей, однофакторные объяснения могут быть слишком упрощенными.
Однако неподтверждённые сообщения о выживании тилацина в Южной Австралии (хотя и ограниченные «малозаселенными районами» и хребтом Флиндерс) и Новом Южном Уэльсе (Голубые горы) существуют ещё с 1830-х годов как из местных, так и из европейских источников.
По предположению исследователей, появление в Австралии собак динго могло привести к исчезновению на материке и тасманийского дьявола, и тилацина, и зеленоногой камышницы, поскольку динго мог конкурировать с тилацином и дьяволом в охоте на камышницу. Предполагается также, что к этому мог привести рост человеческого населения, который набирал обороты около 4000 лет назад.
Контраргументом является то, что эти два вида не находились в прямой конкуренции друг с другом, потому что динго в основном охотится днем, тогда как считается, что тилацин охотился в основном ночью. Тем не менее, недавние морфологические исследования черепов динго и тилацина показывают, что, хотя у динго был более слабый укус, его череп мог выдерживать большие нагрузки, что позволяло ему тянуть более крупную добычу, чем тилацин. Рацион у тилацина был менее разнообразным, чем у всеядного динго. Их ареалы, по-видимому, перекрывались, потому что субископаемые останки тилацина были обнаружены рядом с местами распространения динго. Принятие динго в качестве компаньона для охоты коренными народами подвергло бы тилацина повышенному давлению.
По мнению некоторых исследователей, хотя появление динго и способствовало вымиранию тилацина на материке около 3200 лет назад, более важными факторами его исчезновения были интенсивный рост населения и резкое изменение климата в этот период. По предположению учёных, причинами его вымирания стали заболевания, конкуренция с собаками динго, непосредственное истребление человеком и собаками динго, произошедшее в то время изменение климата, либо совокупность всех или нескольких из этих факторов.

### На Тасмании

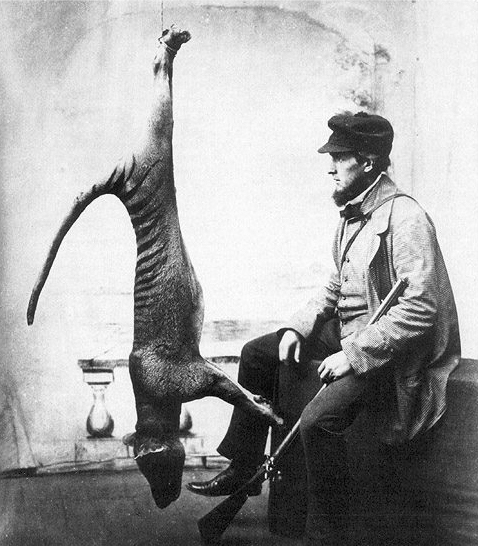
Подвешенный убитый сумчатый волк, 1869 год

Хотя сумчатый волк вымер на материковой части Австралии, он выжил и до 1930-х годов обитал на острове Тасмания, который был изолирован от Австралии около 6000 лет назад до проникновения туда собак динго с материка. Во время первого европейского заселения самые большие расселения были в северо-восточных, северо-западных и северно-центральных районах острова. К тому времени, когда первые европейские исследователи прибыли в Австралию, это животное уже вымерло на материковой Австралии и Новой Гвинее и было уже редким в Тасмании, где его численность, по ориентировочным оценкам, составляла всего от 2 до 4 тысяч особей (7—25 км2 территории на 1 взрослую особь), что характерно для хищника, находящегося на вершине пищевой пирамиды.
С 1803 года на Тасманию стали завозить овец. В то время сумчатых волков видели редко, но со временем им стали приписывать многочисленные нападения на овец. Это привело к тому, что для контроля их численности были объявлены вознаграждения за каждого убитого зверя. В 1830 году такое вознаграждение на своих овцеводческих хозяйствах на северо-западе острова ввела компания «Van Diemen's Land Company» (к 1914 году ею было выплачено 84 вознаграждения), с 1888 по 1909 год правительство Тасмании платило по 1 фунту стерлингов за каждое взрослое животное и по 10 шиллингов за подросшего детёныша. Всего за 21 год правительством было выплачено 2 184 вознаграждения, то есть по 100—150 в год, а к 1914 году, по официальным данным, было убито 2 268 сумчатых волков, но исследователи предполагают, что на самом деле их было истреблено гораздо больше. Так, один человек утверждал, что только за один день убил 24 сумчатых волка. С 1878 по 1893 год около 3 482 шкур сумчатых волков было экспортировано в Лондон для пошива жилетов. В 1909 году ещё проводилась развлекательная охота на этих животных.

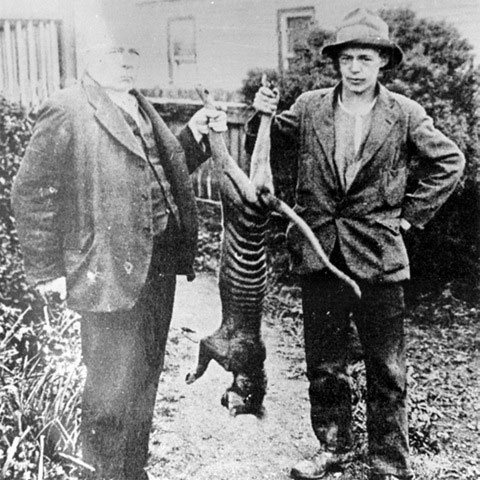

В 1902 году охотниками было добыто 119 животных. Четыре года спустя эта цифра упала до 59. На следующий год их было два, и после этого сумчатые волки стали настолько редки, что не было добыто вообще ни одного. В 1910 году охотникам уже не было выплачено ни одного вознаграждения. В итоге, в 1912 году вознаграждения были отменены. Тем не менее, в 1920-х годах этих животных всё ещё экспортировали в зарубежные зоопарки.
Именно с интенсивным истреблением фермерами и охотниками обычно связывают исчезновение этого вида. Однако проведённые учёными исследования показывают, что челюсти сумчатого волка были слишком слабыми, чтобы убивать овец, и на самом деле овцы его часто просто пугались, но при этом не становились его добычей.
Европейские поселенцы считали, что сумчатый волк охотился на фермерских овец и домашнюю птицу. Однако, основываясь на отсутствии надёжных свидетельств из первых рук, некоторые исследователи считают, что хищничество в отношении овец и домашней птицы могло быть преувеличенным, и предполагают, что тилацин использовался как удобный козел отпущения за бесхозяйственность на овечьих фермах (считается, что большинство пропавших без вести и мертвых овец были убиты браконьерами и одичавшими собаками), а представление о нём как об убийце домашней птицы сформировалось в общественном сознании во многом под впечатлением от яркой фотографии, сделанной, как считается, австралийским натуралистом Генри Барреллом в 1921 году и опубликованной в разных, в том числе научно-популярных, изданиях. На исходной фотографии Баррелла ясно видно, что животное было в неволе, но версия фотографии, появившаяся в печати, была обрезанной, и на ней этого видно не было. Доподлинно неизвестно, где именно была сделана эта фотография; некоторые исследователи считают, что этот сумчатый волк был сфотографирован в зоопарке Бомарис в Хобарте, а курами его кормили в неволе. Другие же, проанализировав её, вообще пришли к выводу, что это была постановочная фотография и для неё использовалось чучело тилацина.

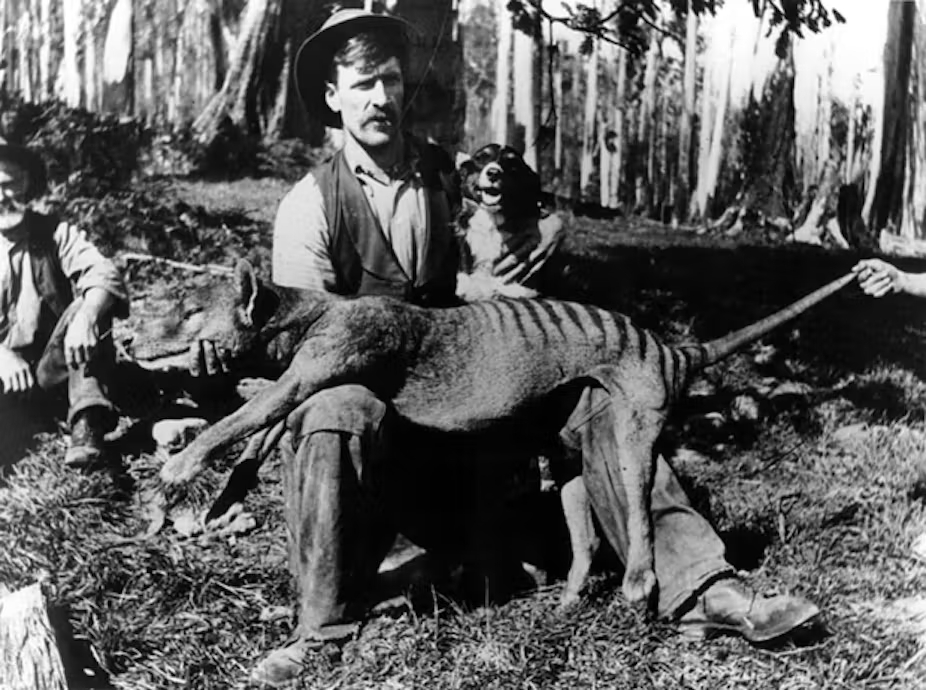
Охотник с убитым сумчатым волком, 1925 год

Сумчатый волк поедал и животных, попавших в капканы, поэтому его также стали успешно ловить капканами, приманивая мясом кенгуру, и на приманку в специальные большие ловушки. Однако попытки травли сумчатого волка охотничьими собаками часто заканчивались неудачно, так как взрослый самец легко одолевал и даже убивал собак, причем не только одиночек, но и из стаи. Лошади также проявляли беспокойство, увидев или учуяв сумчатого волка. Тем не менее, для людей сумчатый волк не представлял опасности, он никогда не нападал на человека, наоборот избегая встреч с ним, и сопротивлялся, лишь когда оказывался в безвыходном положении. Выходили сами навстречу человеку только самки, защищавшие своё потомство.
Однако вполне вероятно, что к снижению численности сумчатого волка и, в конечном итоге, его исчезновению привели несколько факторов, в том числе конкуренция с одичавшими собаками, завезенными европейскими поселенцами, разрушение среды обитания, одновременное исчезновение видов животных, служивших добычей, и болезнь, похожая на собачью чуму, от которой пострадали многие содержавшиеся в то время в неволе особи. Исследование 2012 года также показало, что если бы не воздействие эпидемии, исчезновение тилацина можно было бы предотвратить или хотя бы отсрочить. По мнению учёных, мог бы быть шанс на спасение вида за счет изменения общественного мнения и восстановления популяции путём разведения в неволе, но эта болезнь хищных сумчатых, сильно сокращавшая продолжительность жизни взрослых сумчатых волков и приводившая к смерти их детёнышей, появилась и распространились слишком быстро. Особенно сильно сократилась численность сумчатых волков в 1910 году. Как предполагают ученые, это произошло именно из-за этой болезни.

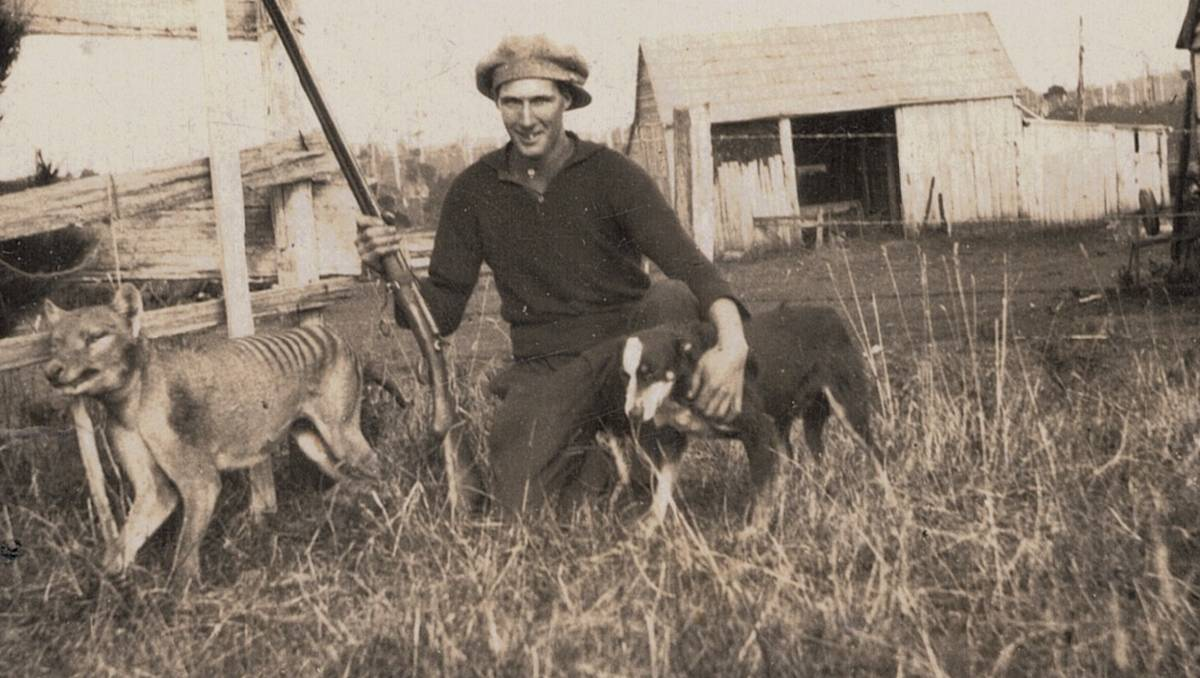
Последний убитый в дикой природе сумчатый волк и его убийца фермер У. Бэтти, 1930 г.

Какой бы ни была причина, к концу 1920-х годов это животное стало чрезвычайно редким в дикой природе. Несмотря на то, что многие считали, что тилацин несет ответственность за нападения на овец, в 1928 году Тасманский консультативный комитет по местной фауне (англ. Tasmanian Advisory Committee for Native Fauna) рекомендовал создать заповедник, аналогичный национальному парку Сэвидж-Ривер, для защиты всех сохранившихся тилацинов, с потенциальными местами с подходящей средой обитания, включая район рек Артур и Паймен на северо-западе Тасмании.
Последний известный убитый в дикой природе сумчатый волк был застрелен 13 мая 1930 года Уилфом Бэтти, фермером из селения Мобанна на северо-западе острова. Животное, предположительно это был самец, несколько недель наблюдали поблизости от дома Бэтти.

## Последний сумчатый волк

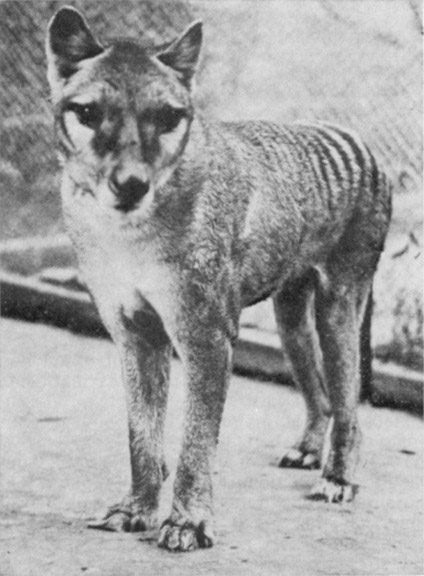
Последний сумчатый волк в зоопарке Хобарта, 1933 год

Последний известный сумчатый волк содержался в зоопарке города Хобарт, в то время он назывался Зоопарк Бомарис. Место его поимки доподлинно неизвестно. До недавнего времени считалось, что он был пойман в период с июня по июль 1933 года во Флорентинской долине на юге острова, однако сейчас это у исследователей вызывает сомнения. По их мнению, в качестве вероятного места поимки гораздо больше подходят два других места. Одно из них находится поблизости от местности Преоленна на северо-западе Тасмании, там его могли поймать в 1931 году. Другое — возле местности Варата, находящейся немного южнее, здесь он мог быть пойман в 1930 году. Так или иначе, в зоопарк Бомарис этот зверь попал в 1933 году. Он прожил в зоопарке около трёх лет и умер в ночь на 7 сентября 1936 года. Считается, что умер он в результате служебной халатности работников зоопарка — он был заперт в своем спальном помещении, где подвергся воздействию редко случающейся экстремальной тасманийской погоды: сильной жары в течение дня и морозной температуры ночью.
Именно этот сумчатый волк был одним из последних заснят на киноплёнку в декабре 1933 года зоологом Дэвидом Флаем. На черно-белых кинокадрах показано поведение животного в его вольере. В 2021 году к Национальному дню исчезающих видов Национальный архив фото- и аудиодокументов Австралии выпустил 73-секундный видеоролик в цифровом формате с раскрашенными кинокадрами, снятыми Флаем. Процесс цифровой раскраски был совершен на основе сохранившихся первичных и вторичных описаний, чтобы обеспечить максимально точное соответствие цветов натуральным.

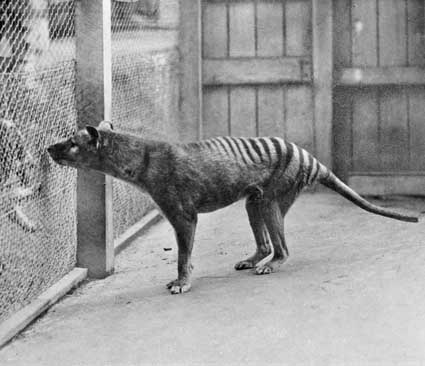
Последний сумчатый волк в зоопарке Хобарта, 1933 год

После смерти последнего сумчатого волка среди исследователей шли споры о том, какого он был пола. В 2011 году подробное изучение одного из кадров фильма подтвердило, что этот сумчатый волк был самцом. При увеличении кадра III можно разглядеть мошонку; а при ещё большем его увеличении можно различить очертания отдельных яичек.
После смерти этого сумчатого волка в зоопарке Бомарис думали, что они скоро найдут ему замену, поэтому сообщений в СМИ о его смерти в то время не было.
Таким образом, сумчатые волки вымерли всего через 133 года после появления европейцев на Тасмании.

## Возможное выживание в дикой природе

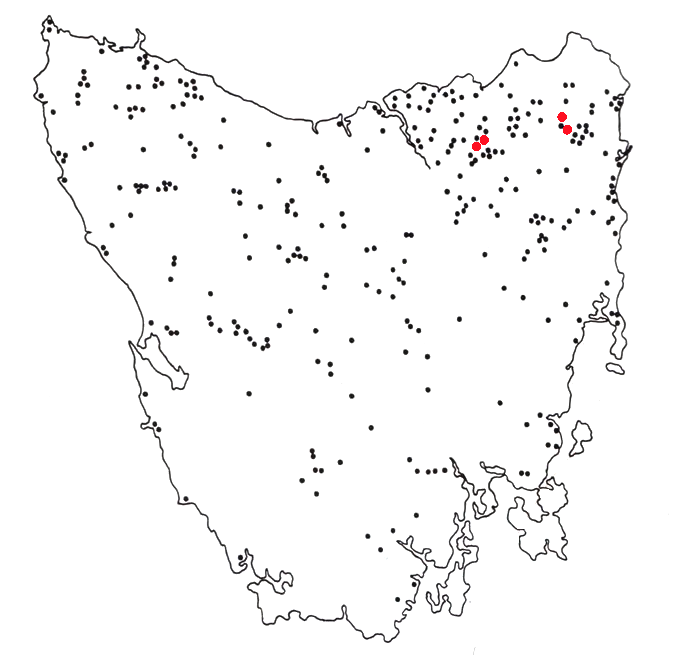
Карта сообщений о наблюдениях якобы сумчатых волков на Тасмании в 1936—1980 годах

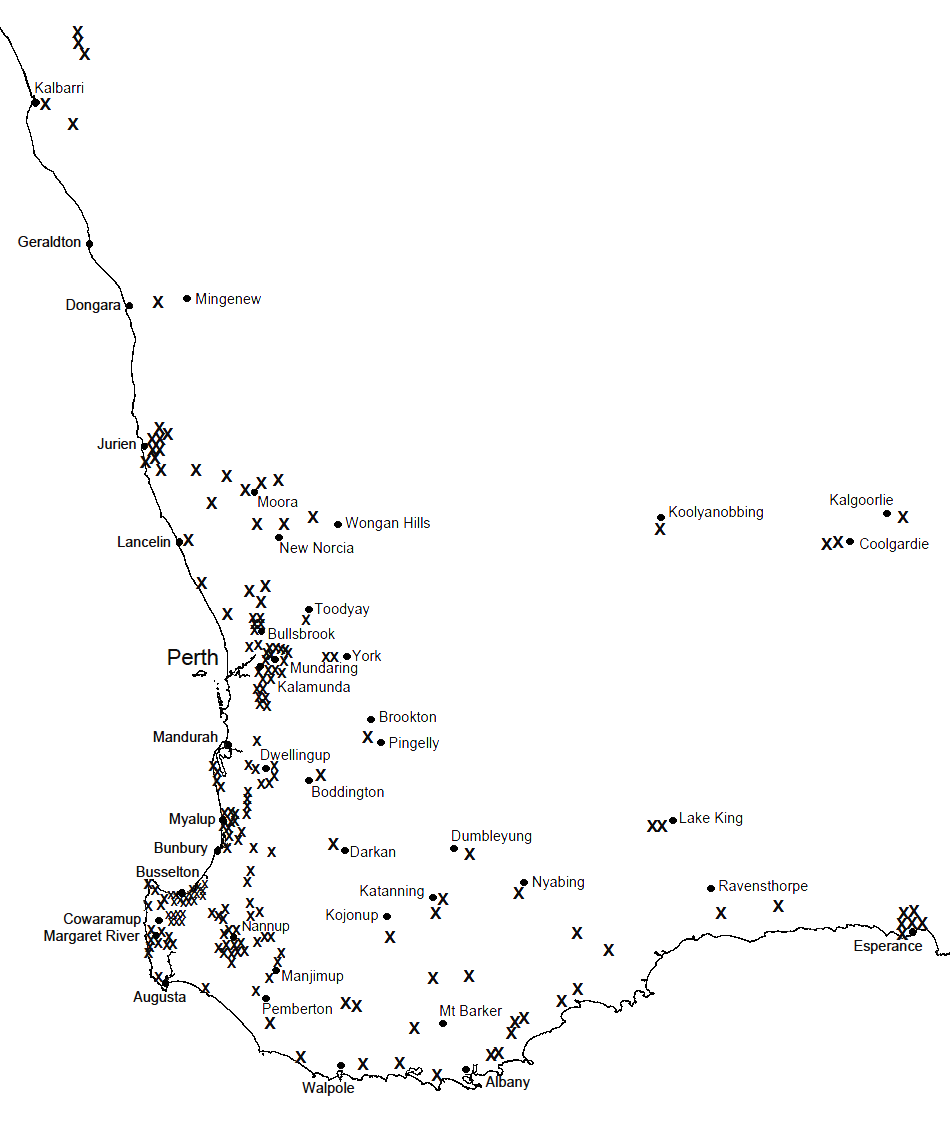
Карта сообщений о наблюдениях на юго-западе Австралии

Хотя природоохранное движение ещё с 1901 года настаивало на введении официальной защиты сумчатого волка, отчасти из-за увеличивавшихся трудностей с получением этих животных для зарубежных коллекций, до 1936 года отсутствовала какая-либо форма его защиты. Официальная охрана вида была введена тасманийским правительством лишь 10 июля 1936 года, за 59 дней до того, как последний известный сумчатый волк умер в неволе. В 1966 году на юго-западе Тасмании был создан охотничий заказник площадью 647 000 га, в том числе для защиты возможно сохранившихся в этом районе сумчатых волков.
В 1938 году на Тасманию была снаряжена специальная экспедиция по поиску сумчатого волка под руководством австралийского зоолога Майкла Шарланда и новозеландского зоолога Чарльза Флеминга. Хотя самого тилацина они ни разу не встретили, они нашли его многочисленные следы на довольно большом пространстве. Они установили, что на этой территории обитает по меньшей мере шесть пар сумчатых волков.
В 1940 году, по свидетельству охотников братьев Дэви, они видели одного зверя ночью при свете луны. Остановившись в 50 м от них, сумчатый волк лаял в течение 10 минут, а затем ушел. В сентябре 1945 года некий М. Тиффин видел, как тилацин выскочил из дупла дерева, которое он собирался срубить.
В ноябре 1945 года на поиски сумчатого волка отправилась вторая экспедиция, под руководством австралийского зоолога и специалиста по разведению диких животных в неволе Дэвида Флая. Он хотел поймать пару тилацинов, чтобы попробовать получить от них потомство в своём заповеднике-зоопарке в штате Виктория. Сначала он обнаружил лишь довольно сомнительные следы у озера Сент-Клэр почти в центре острова, а в феврале 1946 года уже в другом месте якобы слышал троекратный лай этого животного. Наконец у подножия хребта Лоддон ему удалось найти свежие следы, которые на этот раз бесспорно принадлежали сумчатому волку. Тем не менее, Флаю так и не удалось поймать ни одного тилацина. Его экспедиция показала, что со времени поездки Шарланда и Флеминга численность сумчатых волков очень сильно сократилась, как считал сам Флай, из-за проникновения, после строительства в 1938—1945 годах в центре острова бетонного шоссе, в этот ранее труднодоступный и малоосвоенный район охотников за валлаби и сумчатым дьяволом. Однако всё же было доказано, что в середине 1940-х годов сумчатый волк всё ещё существовал, и по крайней мере в окрестностях озера Сент-Клэр ещё водилось несколько его особей. Хотя с 1922 года в этом районе существует национальный парк площадью около 132 000 гектар, в котором тилацин мог бы выжить, с тех пор так и не было получено ни одного бесспорного доказательства обитания там сумчатого волка.
В 1957 году тилацина якобы наблюдали с вертолёта, однако это наблюдение не было подтверждено на земле. . 
Однако, несмотря на поиски, не было найдено убедительных доказательств, указывающих на его дальнейшее существование в дикой природе. В период с 1967 по 1973 год зоолог Джереми Гриффит и фермер Джеймс Мэлли провели, как считается, самые интенсивные поиски из когда-либо проводившихся, включая тщательные обследования западного побережья Тасмании, установку автоматических камер, оперативное обследование сообщенных мест наблюдений, а в 1972 году создали экспедиционную исследовательскую группу по поиску тилацина совместно с доктором Робертом Брауном, которой не удалось обнаружить никаких доказательств существования тилацина.
Сумчатый волк имел статус вымирающего вида до 1980-х годов. В соответствии с международными стандартами того времени, животное не могло быть объявлено вымершим, пока не пройдет 50 лет без подтвержденных сообщений о его обнаружении. Поскольку никаких доказательств существования тилацина в дикой природе не было получено более 50 лет, вид стал соответствовать этому официальному критерию и был объявлен вымершим Международным союзом охраны природы в 1982 году, а правительством Тасмании — в 1986 году. Этот вид был исключен из Приложения I Конвенции о международной торговле видами дикой фауны и флоры, находящимися под угрозой исчезновения (СИТЕС) в 2013 году.
В период с 1936 по 1998 год Департамент охраны природы и землепользования Западной Австралии зарегистрировал 203 сообщения о наблюдениях сумчатых волков. На материке о наблюдениях чаще всего сообщали из Южной Виктории.
В течение последующих лет были зарегистрированы случаи встреч с животным, однако ни один из них не получил достоверного подтверждения. Случаи поимки сумчатого волка неизвестны, а предпринимавшиеся попытки его отыскать не увенчались успехом. Так, в 1982 году сотрудник Службы парков и дикой природы Тасмании Ханс Наардинг наблюдал за животным, которое он принял за сумчатого волка, в течение трех минут ночью на участке недалеко от реки Артур на северо-западе Тасмании. По его словам, он наблюдал животное на расстоянии 6—7 метров и видел его песочного цвета шкуру, на которой насчитал 12 полос. Наблюдение привело к обширным поискам, финансируемым государством, которые длились год. В 1985 году следопыт-абориген Кевин Кэмерон сделал пять фотографий, на которых видно копающего тилацина, которые, по его словам, он сделал в Западной Австралии.
В январе 1995 года сотрудник службы охраны парков и дикой природы сообщил о наблюдении тилацина в районе Пьенгана на северо-востоке Тасмании ранним утром. Более поздние поиски не выявили никаких следов животного. В 1997 году сообщалось, что местные жители и миссионеры возле горы Джая на западе Новой Гвинеи видели тилацинов (динго, с которым могли спутать тилацина, теперь редки, если вообще не вымерли, на западе Новой Гвинеи). Местные жители, по-видимому, знали о них много лет, но официально не сообщали. В феврале 2005 года немецкий турист заявил, что ему удалось сделать фотографии живого тилацина возле национального парка Крейдл-Маунтин — Лейк-Сент-Клэр. Фотографии, на которых была изображена только спина некого животного, были признаны теми, кто их изучал, недостаточно убедительными как свидетельство продолжающегося существования тилацина.
В свете двух подробных наблюдений примерно в 1983 году на отдаленном полуострове Кейп-Йорк на материковой части Австралии ученые объявили о планах в 2017 году исследовать этот район на наличие тилацинов с помощью фотоловушек.
В 2017 году Университет Джеймса Кука установил в Северном Квинсленде 580 фотоловушек после того, как два человека — опытный турист и бывший смотритель парка — сообщили, что видели там тилацина в 1980-х годах, но в то время были слишком растеряны и никому об этом не рассказали.
По данным Департамента первичных производств, парков, водных ресурсов и окружающей среды Тасмании, с 2016 по 2019 год было получено восемь неподтвержденных сообщений о наблюдениях тилацина, последний из них был зарегистрирован 25 февраля 2018 года.
По мнению некоторых исследователей, вопреки общепринятому мнению, что сумчатые волки окончательно вымерли в 1936 году, их остаточная популяция, скорее всего, могла выжить в труднодоступных безлюдных районах Тасмании на протяжении всего XX века, но и она исчезла, вероятно, где-то между концом 1980-х и началом 2000-х годов. Причиной отсутствия подтвержденных наблюдений в течение этого широкого и относительно недавнего временного диапазона является отсутствие широкого использования фотоловушек на территории Тасмании до начала 21-го века, когда тилацины действительно вымерли.
Ещё один пока не подтверждённый случай произошёл в сентябре 2016 года, когда некое животное (предположительно, сумчатый волк) попало в объектив дорожной видеокамеры.
В марте 2017 года в прессе появились сообщения о том, что животные, похожие на сумчатого волка, попали в объективы видеоловушек в парке Кейп-Йорк, фотографии общественности не представлялись со ссылкой на необходимость сохранить место обитания животного в тайне.
В новом докладе министерства первичных ресурсов, парков, вод и окружающей среды Тасмании рассказывается о восьми сообщениях о сумчатом волке, сделанных в 2016—19 годах. Самое свежее из них относится к июлю 2019 года, когда мужчина увидел след животного возле горы Слипинг-Бьюти. В ноябре 2018 года женщина сообщила, что встретила сумчатого волка с двумя детёнышами в национальном парке Хартц-Маунтинс. Два человека якобы видели животное из окна автомобиля. Они говорят, что оно было крупнее лисы, но меньше, чем немецкая овчарка, и имело полоски на спине — характерную деталь внешности сумчатого волка. Ещё четыре свидетеля видели похожее на сумчатого волка животное с февраля 2016 по февраль 2018 года.
В 1983 году американский медиа-магнат Тед Тёрнер предложил вознаграждение в размере 100 000 долларов за доказательство продолжающегося существования тилацина. В письме, отправленном в 2000 г. в ответ на запрос исследователя тилацина Мюррея Макаллистера, указывалось, что предложение было отозвано. В марте 2005 года австралийский новостной журнал «The Bulletin» в рамках празднования своего 125-летия предложил вознаграждение в размере 1,25 миллиона австралийских долларов (950 тыс. долларов США) за поимку живого сумчатого волка. Когда предложение закрылось в конце июня 2005 года, никто не представил никаких доказательств существования животного. Предложение в размере 1,75 миллиона долларов впоследствии сделал туроператор из Тасмании Стюарт Малкольм. В соответствии с условиями защиты тилацина, его отлов является незаконным, поэтому любое вознаграждение за его поимку недействительно, поскольку лицензия на отлов не будет выдана.
Существует предположение, что в конце 19-го или начале 20-го века сумчатые волки могли быть завезены из Тасмании на материковую Австралию. Известно, что натуралисты Акклиматизационного общества Виктории стремились интродуцировать в колонию много разных видов животных и растений, которых они считали полезными либо декоративными. В основном они завозили европейские виды, но проявляли интерес и к местным животным. Исследователи обнаружили статью в «Argus» от 1868 года, в которой говорилось об акклиматизационных фермах по разведению животных, в которых содержались в том числе и сумчатые волки.

## Попытки клонирования
Для успешного клонирования сумчатого волка необходимо извлечь неповреждённую ДНК из клеток особи этого вида, поместить эту ДНК в искусственную клеточную мембрану, затем перенести её в живую клетку другого животного, а затем вырастить эту клетку в матке суррогатной матери близкого вида. В 1999 году Австралийский музей в Сиднее объявил о начале проекта по созданию клона сумчатого волка с использованием ДНК хранящихся в музее детёнышей этого вида, которые были заспиртованы в начале 20 века. Однако несколько молекулярных биологов отвергли этот проект как пиар-ход, а его главный сторонник Майк Арчер в 2002 году был номинирован на премию австралийских скептиков «Bent Spoon Award» «за самую нелепую паранормальную или псевдонаучную глупость».
В конце 2002 года исследователи добились определённого успеха — им удалось извлечь из музейных образцов реплицируемую ДНК. Однако 15 февраля 2005 года музей объявил о прекращении проекта после того, как тесты показали, что извлеченная ДНК была слишком сильно разрушена, чтобы её можно было использовать. В мае 2005 года Арчер, в то время декан естественных наук Университета Нового Южного Уэльса, бывший директор Австралийского музея и биолог-эволюционист, объявил, что проект перезапускается группой заинтересованных университетов и исследовательским институтом.

Зафиксированные в спирте детёныши сумчатого волка

Однако в мае 2008 года учёным всё же удалось заставить некоторые гены сумчатого волка работать в мышином эмбрионе.
В 2008 году учёным Эндрю Паску и Мэрилин Ренфри из Мельбурнского университета и Ричарду Берингеру из Техасского университета в Остине удалось восстановить функциональность гена COL2A1, полученного из зафиксированных в этаноле тканей тилацина возрастом около 100 лет из музейных коллекций. Было обнаружено, что генетический материал работает на трансгенных мышах. Исследование дало надежды на восстановление популяции тилацинов в конечном итоге. В том же году другая группа исследователей успешно секвенировала полный митохондриальный геном тилацина из двух музейных образцов. Их успех предполагает, что можно секвенировать полный ядерный геном тилацина из музейных образцов.
В 2013 году Майк Арчер сообщил о возможности воскрешения сумчатого волка и также уже вымерших заботливых лягушек. В 2017 году был создан проект секвенирования полного генома сумчатого волка с использованием ДНК, извлеченной из зафиксированного в этаноле детёныша, предоставленного Музеями Виктории. По сохранившимся экземплярам детёнышей из нескольких музейных коллекций также было реконструировано неонатальное развитие сумчатого волка.
В августе 2022 года было объявлено, что Мельбурнский университет совместно с американской биотехнологической компанией Colossal Biosciences попытаются воссоздать сумчатого волка и реинтродуцировать его на Тасмании. Для этого в университете создаётся лаборатория генетического восстановления сумчатого волка. Проект был широко разрекламирован в СМИ, однако учёные-зоологи снова отнеслись к нему очень скептически. Например, главный научный сотрудник Австралийского музея, специалист по млекопитающим, профессор Кристофер Хелджен убежден, основываясь на молекулярной биологии сумчатого волка, что проект по его возрождению неосуществим. Он уверен также, что в основе этого проекта нет науки, а компания лишь собирается зарабатывать деньги на рекламе.

## Другие молекулярные исследования
Геном сумчатого волка был использован также для изучения отдельных аспектов его эволюции и динамики популяции, в том числе генетической основы его конвергенции с псовыми, выяснения его родственных связей с другими сумчатыми и изучения изменений в размере его популяции с течением времени. В 2019 году была исследована геномная основа конвергентной эволюции между тилацином и серым волком, при этом было выявлено множество некодирующих областей генома, демонстрирующих ускоренные темпы эволюции, что является проверкой генетических областей, развивающихся в условиях направленного отбора. В 2021 году была выявлена связь между конвергентными формами черепа тилацина и волка и ранее идентифицированными генетическими кандидатами. Было установлено, что определённые группы костей черепа, которые развиваются из общей популяции стволовых клеток, называемых клетками нервного гребня, показали сильное сходство между тилацином и волком и соответствовали основным конвергентным генетическим кандидатам, которые влияют на эти клетки во время развития.
В 2017 году была создана справочная библиотека из 159 микрографических изображений волос тилацина.
Молекулярные исследования вымершего сумчатого волка проводятся на биологическом материале, получаемом из зоологических образцов этого вида, сохранившихся в музеях и других учреждениях по всему миру. Их количество и места хранения зарегистрированы в Международной базе данных зоологических образцов сумчатого волка. По состоянию на 2018 год, когда была проведена последняя, шестая ревизия всех известных образцов, в этой базе данных было зарегистрировано 803 зоологических образца (заспиртованные эмбрионы, скелеты, черепа, чучела и т. д.) этого вида, которые хранятся в 116 музейных и университетских коллекциях в 23 странах, 8 образцов находятся в частных коллекциях. По оценке учёных, для создания этих образцов было использовано 500—600 особей этого вида.
Ещё в 1905 году в мышцах сумчатого волка были обнаружены цисты нового вида ленточных червей, который назвали Dithyridium cynocephali. Однако морфологически эти цисты неотличимы от цист другого ленточного червя Anoplotaenia dasyuri, которого нередко находят у других хищных сумчатых, а также домашних кошек и собак на Тасмании. Чтобы проверить, являются ли они одним и тем же видом, необходимо провести экспериментальное заражение, что сейчас невозможно, либо проверку генома, что также крайне маловероятно. Кроме того, у сумчатых волков была обнаружена блоха Uropsylla tasmanica, паразитирующая на сумчатых куницах.

## В культуре

### В мифологии аборигенов

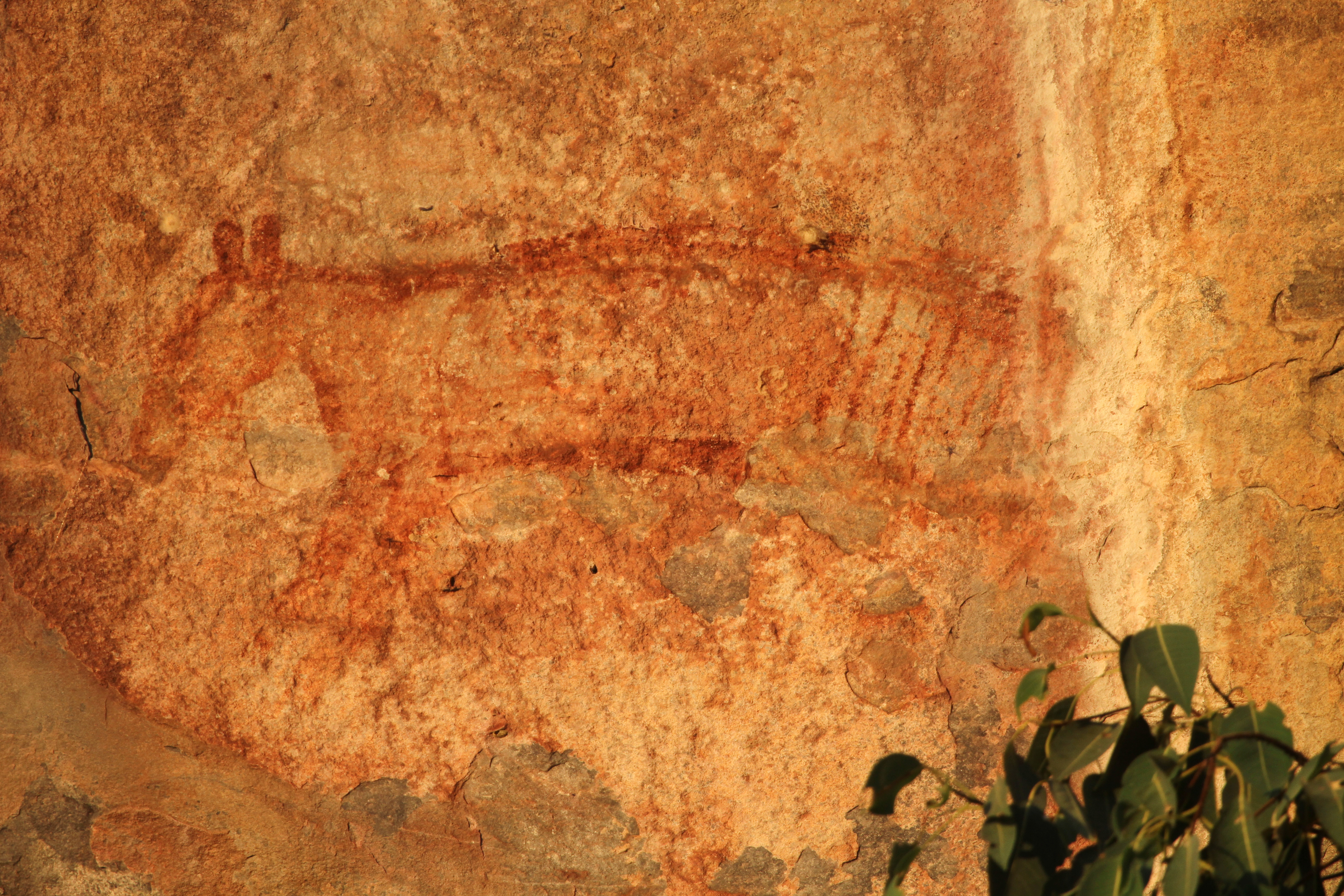
Наскальный рисунок сумчатого волка в скальных образованиях Убирр на крайнем севере Австралии

Сумчатый волк был хорошо известен австралийским аборигенам, что подтверждают найденные в большом количестве петроглифы и наскальные рисунки с его изображением, созданные не позднее 1000 года до нашей эры. Наскальные рисунки сумчатого волка обнаружены, в частности, в регионах Пилбара и Кимберли на западе Австралии, в районе хребта Веллингтон на полуострове Арнем-Ленд на севере континента и в национальном парке Уоллеми на юго-востоке. Петроглифы с изображениями тилацина были найдены в том числе в районе наскального искусства Дампир на полуострове Бурруп в Западной Австралии.
На Тасмании сумчатый волк сосуществовал с местными аборигенами более 40 000 лет. Аборигены острова называли его по-разному: кооринна, лоаринна, лаунана, лагунта, каб-берр-оне-нен-ер, кан-нен-нер (англ. coorinna, kanunnah, cab-berr-one-nen-er, loarinna, laoonana, can-nen-ner, lagunta), а на языке палава-кани его называли капарунина (англ. kaparunina).
Аборигены как на материковой части Австралии, так и на Тасмании охотились на сумчатых волков и ели их. На наскальных рисунках аборигенов на материке изображены тилацины, пронзенные копьями, а также самки, кормящие детенышей. Однако в разных племенах к сумчатому волку относились по-разному. По свидетельствам первых колонистов, некоторые племена поедали тилацинов, в то время как другие, похоже, почитали это животное и строили убежище, в котором укрывали тушу после снятия с неё шкуры, туда же клали и череп животного.
До наших дней дошло несколько преданий тасманийских аборигенов о тилацине. Один из мифов юго-восточной Тасмании рассказывает о детёныше сумчатого волка, спасающем мальчика-призрака Палану от нападения гигантского кенгуру. Палана пометил спину волчонка охрой в знак его храбрости, так у сумчатых волков появились полосы. Созвездие «Вурравана Коринна» (обозначаемое внутри или рядом с Близнецами) также было создано в ознаменование этого мифического акта храбрости.
В племени аборигенов кунвинджку с крайнего севера материковой части Австралии сохранилось как название тилацина (джанкеррк, англ. djankerrk), так и описание его поведения. История кунвинджку рассказывает о том, как два тилацина охотились на кенгуру, кусая его за хвост, а затем животные упали со скалы в ручей и превратились в рыб. Тилацины превратились в рыб-брызгунов, с тех пор у этих рыб есть полосы. Тилацины также ассоциируются с водопадами и Радужным змеем.
Акнгвелье (англ. Akngwelye), существо-предок из рассказов о сновидениях племени аранда, традиционно интерпретируется как динго, хотя существует мнение, что в первоначальных рассказах этой истории это животное было тилацином.

На гербе Тасмании два сумчатых волка изображены в роли щитоносцев

### В современной культуре
Сумчатый волк — популярный символ Тасмании, с начала 20-го века его изображение присутствует на официальных символах острова. Он изображён на гербе штата Тасмания, на официальных логотипах тасманийского правительства, муниципального совета города Лонсестон на севере острова и тасманийской спортивной команды по крикету, на медали и печати Королевского общества Тасмании, на церемониальной булаве Университета Тасмании, корабельном знаке подводной лодки HMAS Dechaineux Королевского Австралийского ВМФ, на автомобильных номерах Тасмании. Изображение тилацина используется также в коммерческих целях различными компаниями острова, например, он изображён на этикетке и рекламных плакатах тасманийской пивоварни «Cascade Brewery» и логотипе автобусного оператора «Tassielink Transit», широко используется в рекламе, производстве сувениров и на логотипах многих других компаний. Кроме того, сумчатый волк изображён на австралийской монете в двадцать центов, выпущенной в ознаменование столетия Федерализации Австралии, и на почтовых марках Австралии и других стран, в том числе Экваториальной Гвинеи и Микронезии.
С 1996 года 7 сентября (в этот день в 1936 году умер последний известный сумчатый волк) в Австралии отмечается Национальный день исчезающих видов.
В период с 1911 года по 1935 год было сделано 13 киносъёмок живых сумчатых волков. Все они были сняты в зоопарках, где содержались эти животные: в зоопарке Бомарис в Хобарте, в Лондонском зоопарке и т. д. Это были короткометражные, продолжительностью всего от 5 до 59 секунд, чёрно-белые фильмы, на которых показаны некоторые моменты поведения сумчатых волков в неволе.

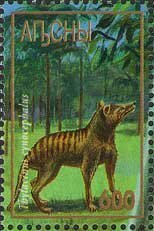
Марка Абхазии 1997 года
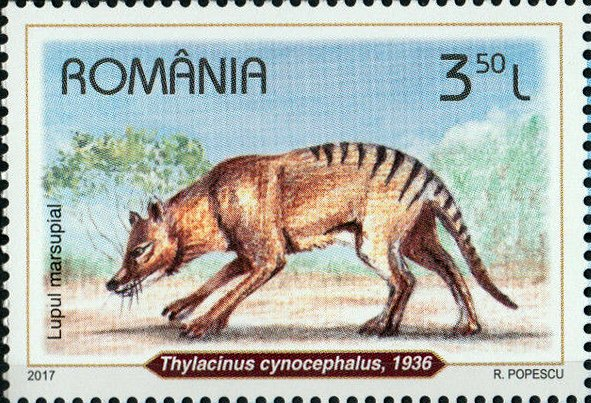
Марка Румынии 2017 года
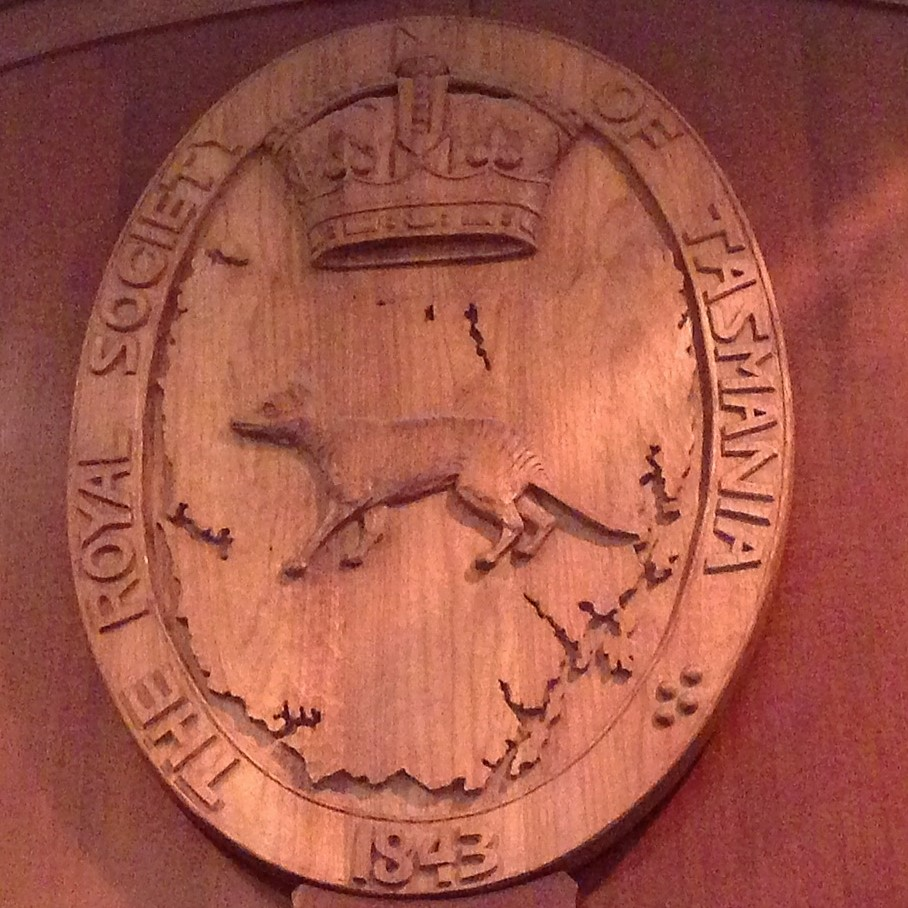
Медаль Королевского общества Тасмании
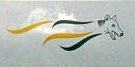
Логотип компании «TassieLink»